# 学園都市 (とある魔術の禁書目録)
学園都市（がくえんとし、英: Science Worship）は、鎌池和馬のライトノベル『とある魔術の禁書目録』シリーズに登場する架空の都市である。本記事では、作中の関連用語も解説する。

## 概要
『とある魔術の禁書目録』およびその一連のスピンオフ作品群における主な舞台。創設者はアレイスター＝クロウリー。
作中世界の二大勢力の片割れたる科学サイドを支配する総本山。東京都西部に位置する完全独立教育研究機関。あらゆる教育機関・研究機関の集合体であり、学生が人口の8割を占める学生の街にして、外部より数十年進んだ最先端科学技術が研究・運用されている科学の街。また、人為的な超能力開発が実用化され、学生全員に実施されており、超能力開発機関の側面が強い。

## 正体
正体は、かつてアレイスター＝クロウリーがシチリア島に創設したテレマ僧院を、「科学」という形に偽装・再建したもの。形を変えたテレマ僧院とも呼ばれる。
アレイスターにとって「テレマの再来」「テレマのカモフラージュ」であり、かつてのテレマ僧院と同じく「思春期の少年少女を一カ所に集め、独自の教えを広めて薬物投与も辞さない方法で叡智への接近を試みる」ために作り上げられた。豊山琉華は超能力を「思春期の心性と薬物作用を網羅した超常誘発方式」と形容し、テレマ僧院との共通点を見出している。
テレマ僧院の設定が言及されたのは新約17巻だがこの時点では第三者の推測に過ぎず、新約18巻でアレイスター本人の口から語られたことで確定した。新約21巻の序章（P.23）で下記のように改めて明文化されている。
実在するテレマに関する設定も7巻で「法の書」「エイワス」「Magick」という形で登場しており、アレイスターのシチリア島での活動期間もこの巻で触れられていた。
オリジナルのテレマ僧院は「たった一つのアクシデント」で崩壊したが、アレイスターが進めていた「計画（プラン）」完遂のために「幻想殺し」を有する上条当麻を活躍させるという目的で再び設立された。問題の解決手段が右の拳のみである当麻を活躍させるために、警備を意図的に緩めたり治安の悪化を招いたりすることで、上条が憤るような事件や悲劇、暴力が蔓延る街を造り上げた。こうした設計思想も、右方のフィアンマが「聖なる右」の精錬で用いた「ベツレヘムの星」とある種似通っていると、アレイスターは22巻で述べている。

## 歴史
1947年、魔術師として公的には死亡扱いになったアレイスターが、第二次世界大戦からの復興途上であった日本に目を付け、首都復興の名目を隠れ蓑にして設立した。
日本を選択した理由は、実在したアレイスター・クロウリーの伝説に基づいている。本人曰く「鎌倉の地で大仏を一目見た時の衝撃が忘れられなかった」「シチリアやパリへの興味も失せていた」とのこと。また、瀕死だったアレイスターを担いで運んだカエル顔の医者の事情も考慮されている。
詳細な歴史は定かではないが、アレイスターが都市の開発に着手してから少なくとも50年以上は経過している。設立当初はアメリカ合衆国と協力関係にあった。冷戦期の米国やソ連が超能力開発計画に失敗する中、超能力の実現・実用化に世界で唯一成功した。
アレイスターは、自身の「死」の間際、「深淵」を超えた一方通行に対して統括理事長の全権を譲渡した。新約22巻リバース以降、一方通行が第二代統括理事長に就任している。

### 作中の出来事
「0930」事件を機にローマ正教との対立が表面化し、欧州で反学園都市のデモが過激化すると渦中のアビニョンを武力で制圧。独立記念日には暗部組織抗争が勃発した。ローマ正教と手を結んだロシア連邦から宣戦布告され10月に開戦した第三次世界大戦では、ロシア本土へ派兵し勝利する。
戦後に台頭した魔術結社「グレムリン」により離反した元協力機関からなる反学園都市サイエンスガーディアンを制圧するため、東欧のバゲージシティに「木原」やファイブオーバーを含む大戦力を投入。対「グレムリン」総攻撃の際には各国と協力し、デンマーク「魔神」包囲網では一方通行やファイブオーバーを派遣した。
12月に入り、上里勢力と木原唯一との間の対立に起因する「大熱波」に襲われて都市機能がダウンしてしまい、これに乗じて「科学サイド」の掌握を狙ったコロンゾンの侵攻により占拠されるが、11日をもって「書庫」を利用した学園都市全域並びに全協力機関のブラックアウトを敢行、インフラ復旧のめどが立たないことを理由に集団疎開が宣言され、人口流出が起こり寂れたゴーストタウンと化す。一時的に都市の全機能と引き替えに大悪魔コロンゾンの「暫定封印」が行われていたが、メイザースの脅威に都市の技術で対抗するため機能がアンロックされる。
疎開が解除されると、第二代統括理事長により暗部一掃計画「オペレーションネーム・ハンドカフス」が実行されたものの失敗に終わる。これと並行して、イギリス清教と共同でR&Cオカルティクスに対する総攻撃「オペレーション・オーバーロードリベンジ」を行った。

## 地理

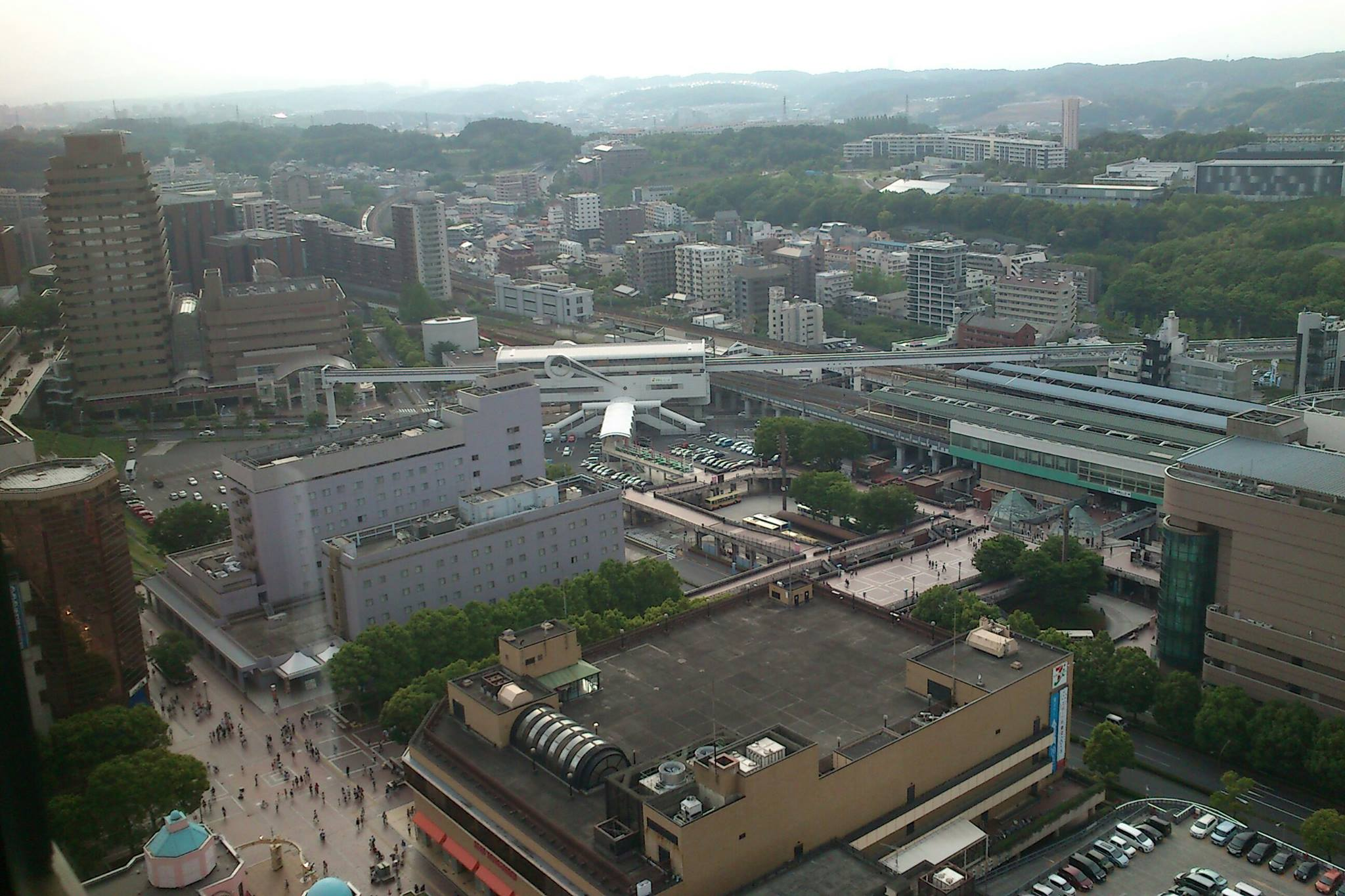
デザインモデルとなった
小田急・京王多摩センター駅周辺

東京都西部の多摩地域に位置し、東京都のほか神奈川県・埼玉県・山梨県に面する完全な円形の都市。総面積は東京都の3分の1を占める広さをもつ。総人口は約230万人で、その8割は学生。行政区画として「学区」が合計23区設置されており、各学区ごとに様々な特色がある。また、それぞれの学区で独自の条例が、学園都市の法令とは別に制定されている。
内陸都市で、海には全く面していない。唯一の山岳地帯である第21学区を除き、基本的に平坦な地形で緑地は少ない。外周は高さ5メートル以上・厚さ3メートルの壁に囲まれ、完全に外部と隔離されている。
テレビアニメ版では立川駅、多摩センター駅の周辺地域がデザインモデルとなっており、駅名は学園都市駅（神戸市営地下鉄西神・山手線、兵庫県神戸市西区）と同じである。

### 学区
| 学区     | 特徴・機能など |
| -------- | --- |
| 第1学区  | 学園都市統括理事会および学園都市汎用裁判所が所在するなど、学園都市の立法・行政・司法を担う機関が集約されている。 コンビニなどもシックな色調に統一されたお堅く高圧的な印象の街並みが特徴。 完全武装の警備員が四つ足の装甲ロボットを軍用犬代わりに引き連れて巡回している。 |
| 第2学区  | エンジンや爆発物など騒音の大きい分野の研究を行っている学区。火薬や車両などについて専門的に研究している。 隣接学区に騒音公害が行かないように様々な防音消音設備が備えられている。 また、兵器やシェルターの開発も行われている。 「風紀委員（ジャッジメント）」や「警備員（アンチスキル）」の訓練（戦闘演習）施設もこの学区に設置されている。 |
| 第3学区  | 学園都市の最先端技術を紹介する国際展示場が数多く並んでいる学区。 学園都市の外交の主役となる。 また、外部からの客を多く招く為に、警備員関係の施設も豊富で、ホテルのランクは学園都市最高である。 一方でセレブ向けの高級燃料を製造する工場なども存在する。 |
| 第4学区  | 食品関連の施設が並んだ学区で、テレビや雑誌で紹介されるほどの有名料理店も存在し、世界中の料理が堪能できるという。 |
| 第5学区  | 主に大学生が居住する学区で、居酒屋などの成人向けの施設が存在する。 |
| 第6学区  | アミューズメント施設を集約した学区。サービス業やアミューズメント分野を徹底して研究、実験するための区画である。 学区全体が巨大な遊園地と化した特別エリアで、遊園地、プール、ホテル、劇場など、必要な施設が全て盛り込まれている。 |
| 第7学区  | 主人公たちが居住・通学している、本作の主要な舞台。 中学・高校といった前期・後期中等教育機関を主としており、同校に通う学生や勤務教師たちの生活圏となっている。 また、それに付随する形で生活商店なども立ち並んでいる。 「学舎の園」や「窓のないビル」もこの学区に存在し、また9つの他学区と隣接するせいか雰囲気は雑多である。 |
| 第8学区  | 教職員向けの施設・居住区が並ぶ学区。 |
| 第9学区  | 伝統工芸からホログラムまで工芸・美術系の学校を集めた学区。 純粋な実力で上下関係が決まり、年功序列が存在しないという学区独自の条例がある。 |
| 第10学区 | 学園都市の中で一番治安が悪い学区。 配送業者がわざわざこの学区を迂回して目的地に向かうという逸話すらある。 その影響で土地が最も安く、『他の学区では敬遠される』様々な施設が凝縮されている。 学園都市で唯一の墓地が存在し、他にも少年院や実験動物の処分場、大きな土地を必要とする研究施設や、 原子力関連の施設も多数存在する。 過去に一方通行が在籍していた、特例能力者多重調整技術研究所もこの学区に存在していた（現在は廃墟）。 また、「ストレンジ」と呼ばれるスラム街のような地域があり、スキルアウトの根城になっている。 他、隠れた名所として、屋台尖塔という立体駐車場を利用した屋台の密集地帯が存在する。住民が占拠し違法建築を繰り返した事でリトル九龍城塞状態となっている廃棄レジャースパや、ゴミ焼却施設なども存在する。 |
| 第11学区 | 学園都市外周に存在し、陸路最大の搬入口となっている。 1日に7000t以上の物資をやり取りするための広大な倉庫街が存在し、完全には監視し切れないので怪しげな取り引きの場に使われる事も珍しくない。警備ロボットが行き来して常に外周部を守っているものの、誤作動で塀の「外」にいる人間に球が当たるリスクやマガジンの交換ができないという問題から、火器が搭載されていない機種が使われている。 山積みされたコンテナの荷物はほとんどが学区外へと搬出されるため、スーパーやコンビニが稀少な買い物難民地区と化している。その代わり、家賃が非常に安いためそれなりに住民もいる。 第11学区に繋がる幹線は「玄関街道」と呼ばれている。 |
| 第12学区 | 多種各派の宗教施設が集中し、エキゾチックな街並みを持つ学区。 分厚いコンクリとガラスの高層ビルの群れの隙間を縫う形で、巨大なピラミッドやギリシャ風の神殿、五重塔が並んでいるため、世界中の観光名所のレプリカを集めたテーマパークのようにも見える。神社や寺院を地べたにいくつも並べるだけの土地の余裕がない事から、各高層ビルには様々な宗教が雑居ビルのテナントのように入り、フロアを丸ごと利用してバカでかい庭園つきで神殿や聖堂を展開しており、希望の場所へ研究がしたい大学のチームなどが勝手に収まっている。 学区としては哲学、心理学、建築関係に強く、「何で人は神様なんてものを信じるようになったのか」「信仰という特殊な心理状態を長く持続するために必要な威厳はどうやって作られたのか」「人が思わずおみくじなんて確率の産物にお金を出してしまう心理的条件はなに？」といった事を調べている、学園都市きっての対外非科学超常分析機関、つまりオカルト否定学会の総本山である。 |
| 第13学区 | 幼稚園や小学校などの初等教育機関が集中している学区。 |
| 第14学区 | 留学生を多く受け入れている学区。居住区は文化圏毎に分れている。 |
| 第15学区 | 学園都市最大級の繁華街。 各種マスコミ各社が学園都市における本拠を構えており、流行発信街となっている。 |
| 第16学区 | 商業区で、他の学区からアルバイトを目的に通う学生が多い。 |
| 第17学区 | 自動化された施設の多い工業区。他学区に比べ、人口が極端に少ない。 |
| 第18学区 | 第7学区と同様の中等教育機関を主とした学区。 前期・後期中等教育機関が主体の第7学区に対し、「学園」「学院」の形態を取った小中高大の一貫教育を主とした学校が多い。 この学区に本拠を構えている学校はほとんどがエリート校である。 |
| 第19学区 | 再開発に失敗し急速に寂れてしまった学区。 全体的に街並みは古臭く、現代では既に廃れてしまった蒸気機関や真空管等を調べる研究機関が存在する。 古い技術の実験場として使うために、わざと寂れさせているという噂もあるらしい。 |
| 第20学区 | 各スポーツ協会が集中する学区。学力よりスポーツに重点を置いた学校が多い。 |
| 第21学区 | 学園都市の水源とも言える学区。 山岳地帯で貯水用のダムが多数あり、飲料用、工業用など多数のパイプによって学園都市全域へ配給されている。 標高200mほどの山頂には天文台が設置される。 大規模な気象台もあり、ドップラー式のレーダードームや分厚い電磁波シールドも完備されていることから、 「営巣部隊」の本拠地が置かれ諸々の兵器が保管されている。 |
| 第22学区 | およそ2キロ四方の広さを持つ、学園都市最小面積の学区。 地表面積こそ狭いが地下数百メートルまで開発が行われており、その内部では地下施設が発展しているという、 学園都市でも際立って「未来未来した場所」である。 地上には一般的な家屋やビルは存在しないが、太陽光発電や風力発電に頼れない地下街で用いる大量の電力を補うために設置された、 ビル30階分程度の高さを持つ「巨大なジャングルジム」のように立体的に組み合わさった風力発電のプロペラが並んでいる。 その消費電力の4割が空気や水を循環させる大型ポンプの稼働に利用されている。 円筒型の地下階層は全部で10の階層に分かれており、下層部は丸ごと核シェルターになっている。 地下へ至る道路は外周を這うように螺旋状になっており、上り下りの車線を合わせると理髪店のポールのような配置をしている。 ちなみに道路はオレンジ色の照明で照らされている。 地下90メートルに第三階層への入り口ゲートがある。 地下市街の屋根は体育館のように鉄骨を張り巡らせて重量を分散することで自重を支えているが、 いざという時の為に複数の方式で天井を支える設計になっており、 地上から天井まで貫く形で立ち並ぶビル群も『柱』としての機能を持たせられている。 各階層の天井部は、地上のカメラが撮影した『星空』をリアルタイムで映し出すプラネタリウムのスクリーンになっていて、 街の照明も同じ色で統一されているため、階層へ入ると星の海のど真ん中へ飛び込んだような印象を受ける。 内部には「水栽培技術の応用で作られた森」、「水力発電を兼用する川」などの自然も広がっている。 |
| 第23学区 | 一学区を丸ごと航空・宇宙開発分野のために占有させている、一般学生立入禁止の特殊な学区。 スタンプのような丸い枠の中にいくつかの四角形を重ねた図形が学区エンブレム。 民間機の他に、学園都市の制空権を守る為の戦闘機や無人ヘリなどの開発も行われている。 そのため学園都市の中でも機密度が高く、荷物を送るときにも学区名以降を記さない厳重さである。 大覇星祭期間中の警備体制は学園都市内トップクラス。その度合いは産業スパイ監視のために有人バスを用いているほど。 駅は学区の出入り口であるターミナル駅一つだけで、全線をかき集めたその駅は国際空港並みの広さと複雑さを持っている。 また、研究者の多い学区の為か、駅のコインロッカーは完全密閉で冷凍と冷蔵の機能が備わっているが、 上条曰く利用料は普通じゃ無い程高価であるらしい。 特殊な学区の為か、車の法定速度も甘く100km/hまで許容されているとの事。 地下には無人天体探査機などを打ち上げるためのサイロ式マスドライバーが存在する。 |

### 交通

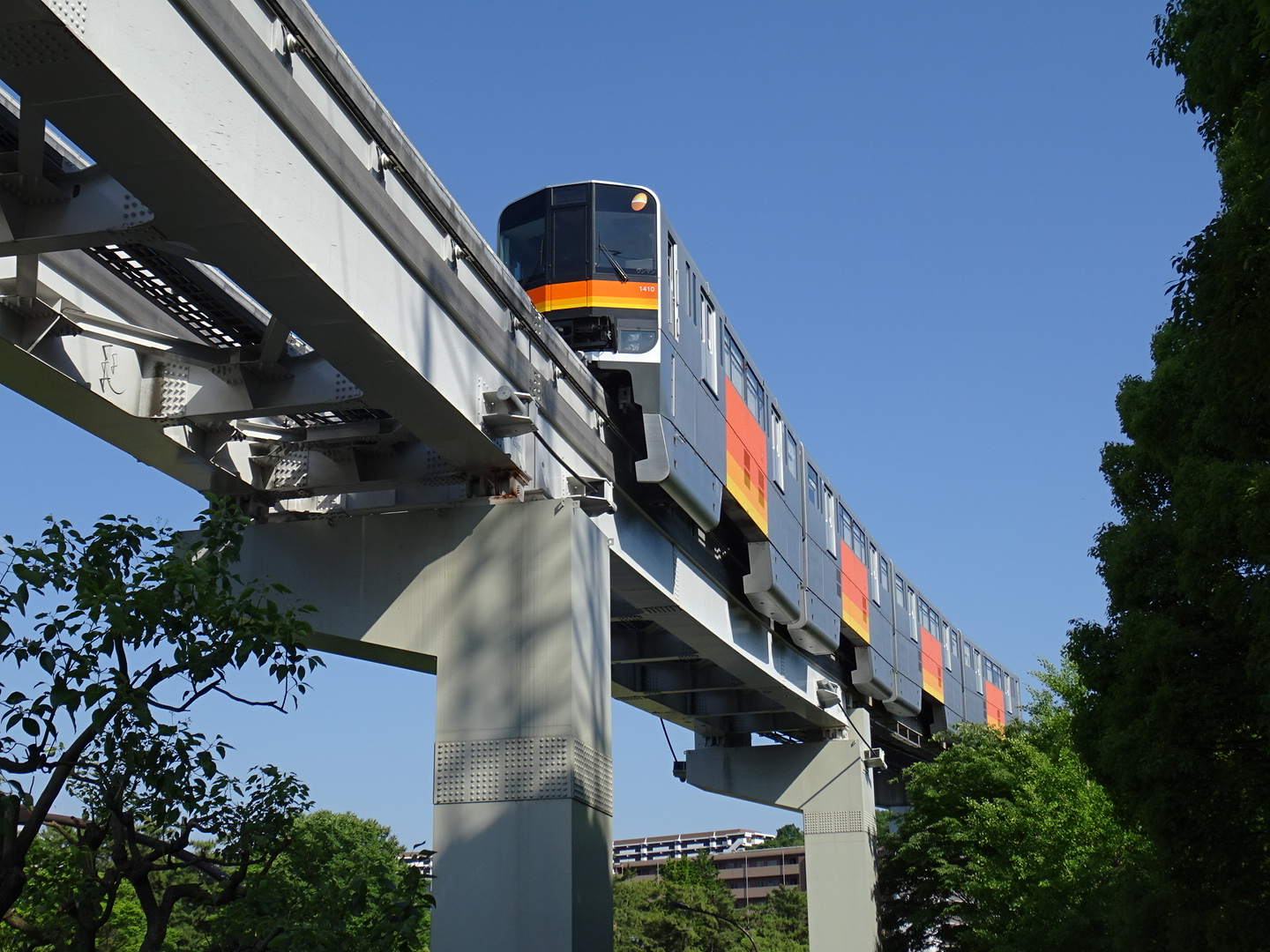
学園都市モノレールのモデルとなった多摩都市モノレール
（松が谷駅）

学生が多数を占める学園都市では交通手段も学生を中心に運用され、バス、地下鉄、モノレール（アニメ版では多摩都市モノレールがモデル）などが主な公共交通機関となっている。ただし、学園都市全域に設定された完全下校時刻に合わせて運行ダイヤが組まれている。
学園都市内のバスは全てスクールバスであり、バス停留所も学校施設の名前を使用し、各停留所には番号が振られている。スクールバスの動力は電気、または電気と天然ガスのハイブリッドカーである。操縦形式は基本的に有人だが、大覇星祭などのイベント時は必要に応じてオートパイロットにも切り替えられる。
学園都市内には、各学区間を結ぶ、首都高速道路と同様の高速道路網が形成され、特殊会社「学園都市高速道路株式会社」が保有・管理・運営する。
前述の通り学園都市は外壁で囲まれ、内外を結ぶ交通手段は外壁に設けられた専用ゲートと唯一の空港を通じた空路しかなく、他は全て遮断されている。
駅名である「学園都市駅」は駅前のバス停留所共々、兵庫県神戸市西区に実在する（鉄道駅は神戸市営地下鉄西神・山手線、バス停留所は神姫バス・山陽バス・神戸市バス（神戸市交通局）が発着している）｡

### 土地・施設
学校や教育施設は教育機関を参照。
窓のないビル
第7学区にある、統括理事長アレイスターの居城。その名の通り窓もドアも一切なく、電力や酸素も内部だけで供給されており、外部から完全に遮断されている。出入りには空間移動能力者の「案内人」の送迎が必要となる。
人工第三惑星として運用することを想定しており、地下部分に備え付けられたロケットエンジンで銀河系を脱出することが可能となっている。そのため、外壁には第一位の「一方通行」を応用した「演算型・衝撃拡散性複合素材（カリキュレイト＝フォートレス）」という衝撃波のパターンを計測し最適な振動を行って衝撃を相殺する特殊技術が用いられた装甲板が使用されている。その性能は核兵器すら耐えるほどで、自転エネルギーを使った一方通行の攻撃も全く効かなかった。そのほか、各種の薬品や温度への対策も別に講じられていると考えられる。さらに内部はユークリッドが崩れた異質な空間となっており、人工重力発生装置まで搭載されている。
12月11日にコロンゾンからの攻撃を受け、これを宇宙へと追放するために緊急で打上げを行う。その後超高速で飛び続けたことが原因で「新天地」へと迷い込み、学園都市に当たる位置へと高速で墜落する。
学舎の園（まなびやのその）
第7学区にある洋風の小さな街。常盤台中学を含む、隣接するお嬢様学校5校がそれぞれの敷地を共用し合う形になっており、基本的に女性しかいない。居住区（学生寮）、商店街、研究・実験施設などが存在する。
細部まで安全性とセレブリティが高められ、街の境界線は大きな柵が設けられ、常時2458台の監視カメラが配備されているなど、強固なセキュリティで守られていて、全域が部外者撮影禁止エリアに指定される。さらに商品や能力開発機材も独自生産されるという自己完結した都市の一画であり、世間知らずの箱入りお嬢様を生み出すともされる。
並より上である事が普通、という言葉の定義がおかしな世界。この街では、喫茶店や洋服店といった各種店舗などの建築物は勿論、横断歩道や信号機のデザインも外部と異なる。特に建築物は、フランス・パリ市街地をイメージしたデザインで統一されている。たった一人のお嬢様の「お気に入り」「御用達」になる方がグループ全体にとっての益になる、という判断から、出入りできる人の数に限りがあるのにバッグやアクセサリーなどのブランドショップにも事欠かない。中には日本国内ではこの街にしか出店していないイタリアのケーキ店も入っている。
出入りするには、鉄道駅の自動改札機と同型の入場ゲートを通らねばならず、交通系ICカードの要領で、非接触型ICカードシステムを採用した許可証を改札機にタッチして出入りする。敷地共用校以外の者が出入りするには、敷地共用校に通う生徒が発行する「招待状」を自動改札機横の有人改札口で提示する（提示した招待状はその場で係員に回収される）。入場ゲートは大小合わせて8箇所設けられ、うち5箇所は資材搬入口を兼ねている。
一見平和ではあるが、内部は5つの学校がせめぎ合って勢力争いをしている状態であり、国境線のような目には見えない縄張りが存在する。健全な対立であればお互いの能力を高める燃料になるという考えから、大人達も割って入ってまで争いを止めようとはしない。しかし中にはみんなが自分のものだと言い張って緊張が常に高まっている、ロストピースと呼ばれる危険な係争地も存在し、誰もが権利を主張するせいで誰も管理ができなくなった空白地帯となっていて、警備ロボットの巡回や防犯カメラの設置もできていない。
エレメント襲来時には精神衛生のために能力なども駆使して他所とは桁違いの生活環境を整えていたが、木原唯一による常盤台襲撃の巻き添えで外壁が破壊され、暴徒がなだれ込んで蓄えていた物資を略奪されてしまう。
ウイルス保管センター
第5学区にある学園都市製コンピュータウイルスの解析・保管施設。ワクチンソフトのない未解析ウイルスや、研究機関が作製した実験用ウイルスなどがある。
15巻で第23学区の警備を分散させるダミーとして「ブロック」からクラッキングを受ける。
外部接続ターミナル
学園都市内部の独自ネットワークと外部のインターネットを接続・中継する施設。コンピューターネットワークに限らず、学園都市のあらゆる電気情報通信はここを経由しなければ外部に接続できない。
ターミナルは東西南北に4棟あり、第3学区、第12学区、第2学区、第13学区にそれぞれ北部、東部、南部、西部のターミナルが位置している。
フラフープ
世界最大の粒子加速装置。学園都市の外周の壁に沿う形で、地下200mにサークル状に構築されている。加速段階に合わせて三つの装置があり、速度が上がるにつれて、ファーストサークル、セカンドサークル、サードサークルと、小さな円から大きな円に移行する。
学園都市にとっても重要な施設の一つであり、厳重な警備態勢が敷かれている。ただし内部の異常への対処を最優先に行うため、対処中は外周の警備が手薄になるという欠点がある。
19巻での「迎電部隊」によるテロで立て籠もり場所と脅迫材料に使われる。
博覧百科（ラーニングコア）
第13学区にある様々な学術系施設をまとめてテーマパーク化した施設。植物園と動物園が中心の屋外エリア、水族館のある地下エリア、美術館・図書館・博物館のある高層複合ビル「避雷針」の3エリアに分かれている。
新約7巻で、「人的資源」プロジェクトによる大規模戦闘の中心地となった。
グラウンド・ジオ
第21学区に建設された実験用地殻熱発電所。出力は202万7000kW。1000m級の送熱ロッドを埋設し、内部の液体に溶岩の熱を伝えて取り出すことで発電する。3万2000個のセンサー群でモニタリングされ、高度なコンピュータ制御により3年以上無人操業を続けている。
新約11巻において、上条と食蜂が初めて明確な会話を交わした場所として登場し、物語後半の舞台となる。
天体水球（セレストアクアリウム）
第15学区にあるガラス張りの高層ビル内部に作られた巨大な水族館。水棲動物の観察を目的とするよりも、土地柄もあってか主にデートスポットとしての利用が主。
新約11巻では黒幕の蠢動が潜伏していた。
ダイヤノイド
第15学区にある巨大複合商業ビル。カーボン系の素材で作られた六角柱型の70階建て高層ビルで、第15学区の駅ビルを兼ねている。1階から20階までの下層部は商業エリア、中層には大手テレビ局のテレビオービットが丸ごと入っているほかアクアパレスの通称で呼ばれる世界最大級の噴水が設置された展望台や屋内プールなどが入っており、上層は高級ホテルやマンションとなっている。また、上流階級向けの巨大金庫としての役割も持つ。免震対策としてグラビトン式の人工重力制御装置が設置されており、人工ダイヤモンドの安定生産を行うことが可能で、この設備にさらに手を加えれば重力爆弾と化す。
新約12巻の舞台となり、サンジェルマンと上条たちが激闘を繰り広げた。
シークレットレジデンス
第6学区の遊園地内にあるエリアの一画を利用した特別サービス。「魔法が解ける」のを嫌う度が過ぎた生粋のファンに向けて、年間パスと一緒に園内で別荘や邸宅をオススメしている。ただ、利用料は非常に高額で、周囲にある自販機の商品もかなり割高。
デリバリーゴーラウンド
移動販売車の大型版という扱いの18両編成大型商業列車。これ自体が巨大なショッピングセンターとして機能しており、いくつかの駅を回って列車の上で商売する。スペースを確保するため普通の電車と違って2階構造で、海外の寝台列車を参考にしているのか、通路は車両の端に寄っていて、小さなボックス状に分けられたブースがいくつも並べられている。
 橋架結社学園都市領事館
「橋架結社」が1月1日に第12学区に設立した領事館。サッカーグラウンドより広い芝生の庭園に、白い大理石を基調とした遊園地のお城のような建物がある。学園都市上層部の目が内部に向いていた時期に死角を突いて霞が関の官僚の許可を取り付け、外交官や領事館としての立場を公式に使って学園都市の内部に作られた飛び地である。治外法権エリアとなる敷地に加え、学園都市全体に、魔術師という生き物が大手を振って歩ける環境を作ってしまう上、構成員の本名も戸籍も分からないので「指名」制の国外退去処分も使えない。
そのため学園都市側は後手に回ってしまうが、1月3日未明に経済支援への見返りとしてより条件の良い第1学区に引っ越しさせ、表向きには「跡地」となった領事館へ攻撃を行った。
フィフティーンベルズ
学園都市最大の繁華街である第15学区の一等地に建つ一等巨大な複合ビル。大雑把に上層の超高級マンション区画、中層のオフィス、下層のオシャレ系高級ブランドショッピングモールの3つの区画に分けられる。マンションの住民には、下層のモールの開店時刻である午前11時より1時間早く買い物ができる特権がある。マンションは実際の居住より投機目的で売買される事が多く、減額を嫌って人が住まない部屋も多い。
1年前の7月までは「アイテム」が最上階と屋上の庭園をまとめて所有し根城として利用していた。だが、「敵対アイテム」との抗争で階下が爆破された事で拠点を移動した。

## 政治・行政
一般に日本のいち地方公共団体であるとされるものの、実際には、学園都市統括理事会（後述）が排他的な統治権を有し、日本国政府とは別に三権分立全般の二つ全て立法権および行政権を行使している。故に、教育・医療・社会保障・都市開発・交通・治安維持など内政全般、財政・金融・産業・流通・情報通信など経済社会全般、外交・通商・軍事・安全保障など国際関係全般の三つ全ての独自性が非常に高く、事実上の独立国家である。ただし、三権分立全般の一つ司法権及び学園都市汎用裁判所（後述）は日本国政府の意地として、学園都市独自の法令は全て条例として扱われており、学園都市の訴訟及び裁定は全て日本国の法律のもとに国際法や学園都市の条例によって裁かれる。名目上は、日本の地方自治制度における地方公共団体の一つとして留め置かれている。政治体制は中華人民共和国の一国二制度における香港特別行政区及びマカオ特別行政区に似ているが、首長による独裁が極めて強力なのが、記上の政治体制とは大きく異なる特徴である。首長は「学園都市統括理事会統括理事長」と呼ばれる。初代はアレイスター＝クロウリー。第二代（現職）は一方通行とする。
10月9日は独立記念日となっており、都市内では祝日である。

### 学園都市統括理事会
学園都市の主権を司る最高意思決定機関。統括理事長およびその他12名の理事によって構成される。機関の長は学園都市統括理事会統括理事長。
組織としては一枚岩ではなく、理事各々がそれぞれの専門分野・既得権益を守るために行動することも少なくない。アレイスター曰く「いくらでも替えが利く人員」とのこと。事実、作中において何名かの理事が離職あるいは死亡しているものの、人事が滞っている描写はみられない。
学園都市がただアレイスターが自分の目的を果たすためだけに創られた都市である以上、統括理事長の発言や行動が他者によって制限されるようなシステムは存在しない。統括理事長が自ら辞任したり後継者を指名したりする権限はあるものの、下の者から罷免されることはない。コロンゾンとの決戦でアレイスターが死亡した後、遺言によって統括理事長の全権が一方通行に引き継がれた。

### 外交・国際関係
上層部が各国の外交官と面会するなど、学園都市独自の外交が直接行われている。作中世界における現代の科学技術は全て学園都市からもたらされているため、学園都市は全世界が恩恵を受ける必要不可欠な存在となっている。国際社会への影響力は非常に大きく、覇権国家的な側面をもつ。
また、自衛兵器や兵器開発研究の試作品という建前で独自の軍事力を有している（詳細は後述を参照）。必要とあらば他国への軍事介入も辞さず、第三次世界大戦では防衛を大義名分に掲げてロシア本土への侵攻も行うなど、しばしば行きすぎた行動を取る。ただし、国際的には潔白なイメージを常に保つ。
魔術サイドとの外交についてはとある魔術の禁書目録#用語・世界観を参照すること。

## 治安維持・司法
治安は、志願学生から選抜される「風紀委員（ジャッジメント）」と、教員有志による「警備員（アンチスキル）」という、2つの警察組織によって維持されている。詳細は後述。
学園都市の科学技術や能力開発等の情報は極秘機密に当たるため、警備体制は非常に厳重である。基本的に都市内外は自由に出入りできず、内部の学生でも外出許可を受け取るには申請書類や発信機付きナノデバイスの注射など様々な条件が必要であり、外部の人間は厳重な審査を通った関係業者や学生の肉親にしか許可証が発行されない。
さらに前述の通り学園都市外周は高い壁で囲まれ、外壁上部は常に警備ロボットが巡回し、内部も人工衛星や監視カメラなどによって監視されている。ただし、科学的なセキュリティは万全だが魔術には無防備という弱点があり、作中ではしばしば魔術師の極秘潜入や強行突破を許している。
能力を利用した犯罪行為などが行われたり、一部の過激なスキルアウトが凶暴な犯罪を起こしたりする事が多い。発生する犯罪の大半が少年犯罪なので、治安を維持する側もそれに適した装備を開発・配備していく。なお、暗部では非合法な活動が横行しているが、これらは厳重に秘匿され表向きの治安上には存在しない。上層部からの圧力によって警備員が関知出来ないようになっている事もある。
また、治安上の警戒レベルとして以下の4段階の警備強度（セキュリティコード）が学園都市全域に設定されている。
平時（コードグリーン）
正常な状態を表す。
第三級警報（コードイエロー）
第二級より1つ下の警戒レベル。詳細は不明だが、この時点では学園都市内外の出入りは制限されない。
第二級警報（コードオレンジ）
「テロリストの侵入の可能性がある状態」を表す。この級以上が発令されると学園都市内外の出入りは完全に封鎖される。
第一級警報（コードレッド）
「テロリストの侵入が完全に確定した状態」を表す。最上級の特別警戒宣言。
一方、学園都市が何らかの災害に見舞われた場合は、「営巣部隊（ユースフルスパイダー）」がその後の復旧に当たる。

### 風紀委員（ジャッジメント）
能力者の子供たちによる学園都市の治安維持機関。原則として校内を管轄とする。隊員は盾のマークがある腕章を付けている。
完全志願制である。危険を伴う職務であり、高いモラルも求められるため、入隊するには「9枚の契約書へのサイン」「13種類の適正試験の受験」「訓練センターでの4か月に及ぶ研修」が必須。能力の種類・強度は問われない。能力以外の技術（初春のハッキング技術など）で入隊する者もいる。一度資格を取得すれば、進学・転校を経ても資格は継続される。
セキュリティランクの高い「書庫」のデータへのアクセス権や、「書庫」の管理センターへの入室許可などの権限も与えられるほか、抽選なしで裁判の傍聴に参加できる「特別学習枠」という制度が設けられている。
しかし、あくまで児童・生徒・学生の機関であるため重要な任務に就かされることはなく、装備も必要最小限の物（ゴム弾や信号弾など）である。上層部の許可なく装備を使用したり管轄外（校外）で活動したりした場合、始末書を書く必要がある。基本的には捜査令状を取る事もできないが、秘匿情報の多い「学舎の園」内のトラブルには警備員も関わりたがらないため、園内の風紀委員が問題解決に動く場合は例外的にあっさり令状を出してくれる。

### 警備員（アンチスキル）
教員たちによる学園都市の治安維持機関。原則として校外を管轄とし、職権と職責も風紀委員の上位にある。シンボルマークは三叉の矛（トライデント）を図案化した「Ш」形。
こちらも完全志願制で、選抜方法は風紀委員と同じ。危険手当のようなものはあるが、あくまでボランティア。盾（ライオットシールド）や戦闘用ヘルメット、防弾チョッキなどの防具や次世代兵器が貸与されており、暴走した超能力者でも取り押さえられる。危険な職務であることも多く、魔術結社との戦いや、第三次世界大戦のように学園都市外部へ派遣されることもある。
子供たちを守りたいと思う者がいる一方、学生たちになめられないようにするため、学園都市が誇る兵器に搭乗するため、という理由で志願する者もいる。仕事は犯罪者の確保までで、逮捕権はあるが、罪を確定する権限も罪を低減させる決定権も持たない。
落し物の届け出や免許の更新といった業務も行っており、中央詰め所は日本の都道府県警察本部のような扱いになっている。第18学区の西部には、指紋、血痕、刃物傷、火災現場のガソリン痕など、学園都市の科学捜査が全部集約された「警備員化学分析センター」がある。
通常、事件が起きた場合、関係者への聞き取りは最寄りの警備員詰め所で行われる。ただし、強力な能力者や組織的な犯罪の可能性が高い場合は、AIMジャマーがある少年院内の監房で行われる。また、特に大規模な汚職や疑獄など情報洩れが怖い案件での一斉捜査前に協力者から確認を取るための施設として、表の図面には存在しない秘匿取調室を設けている。
先進状況救助隊（Multi Active Rescue、MAR）
テレビアニメ版『とある科学の超電磁砲』に登場。警備員の傘下機関の一つ。
DA（ディーエー）
『とある科学の一方通行』に登場。懲戒処分された警備員たちが組織した秘密結社。
アンチスキル＝アグレッサー
訓練中に敵側である「暗部」の凶悪犯の動きを再現する事で、身内の練度を底上げするための特殊要員。選ばれた警備員が極限の鍛錬と表に出せない装備で身を固める事でようやく成し遂げた精鋭の中の精鋭で、正義の側でありながらギリギリまで「暗部」に近づけた作為的なボーダーラインである。

### 営巣部隊（ユースフルスパイダー）
学園都市災害復旧委員会に所属する部隊。本拠地は第21学区の気象台に置かれている。学園都市のライフラインを復旧させることを第一主義とし、そのためにはどんな汚れ仕事をも引き受ける覚悟を持つ。巨大送風機、放水車、輸送ヘリなどを所有しており、暴徒を鎮圧するためなら少々過激な手段も敢行する。

### 学園都市汎用裁判所
第1学区に所在する、学園都市の事実上の司法府。日本の司法制度における一審に相当する。裁判員制度が採用されているものの、住民の8割が学生で占められていることから未成年の裁判員が多い。それを考慮し、問題なく公務を果たせうるように学園都市の条例と日本国の法令や国際法をプログラムされた人工知能（作中ではコンピュータとする）が補助する。

### 刑事施設
少年院
第10学区にある、能力を使った犯罪者を収容するための公営施設。学園都市にある唯一の少年院で、世界で唯一の対能力者収容施設だった。高さ15m近い壁に囲われ、敷地を半分に区切って男子房と女子房に分けており、学園都市に存在しない反逆罪に該当する罪を犯した者を入れる機密区画の地下房も存在する。施設内で火災が起こる頻度が低いことから、経費を削るために消防部門は除外されていて、消防署が動くことになっている。看守には暴走能力者を止めるための護身具として旧型駆動鎧のMPS-79が配備され、ワイヤー型のAIMジャマーを始めとして25ほどの対能力者設備があり、能力をある程度弱体化させられるようになっている。ただ、完璧に無効化させるのは不可能なので、看守は保険会社に嫌われる職業のワースト3に入るほど危険な仕事とされる。
出所後の再犯率は高く、更生施設としての質は高くないとされる。一方で高レベルの能力者や優秀な学生には「暗部」から取引が持ちかけられ、秘密裏に出所して監房から忽然と姿を消す事が多々あり、その場合は遺体発見直後に司法解剖もせず検体焼却処理という形式で処分される。同様の処置は、本当の死因が知られる前に証拠を隠滅する必要がある遺体の場合にも行われている模様。
10月9日、「ブロック」および彼らが都市外から招き入れた傭兵達により、「窓のないビル」の「案内人」である結標の人質とするため、収監された少年達を狙った襲撃を受ける。その後、民営の第二少年院が開設された。
第二少年院
暗部組織抗争後に開設された民営施設。
特殊犯罪者社会人矯正刑務所
第10学区にある、住民の8割が学生という学園都市において、それでも必要不可欠な大人達をぶち込むための監獄。12月末には懲役1万2000年の刑に処せられた一方通行を収監するため、新たに通常の少年院では管理不能とされる怪物達を収監するという制度も設けられ、「ハンドカフス」を生存して逮捕された凶悪な「暗部」の未成年も入れられるようになった。「窓のないビル」と同等の技術で「一方通行」さえ封殺する仕組みが施されているので、一方通行でも力業での脱出は不可能。

## 教育
学生は、それぞれが通う学校で「時間割り（カリキュラム）」をはじめとする、宿題・試験・補習などの学習を行い、夏休みなどの長期休暇、部活動、放課後の自由時間などを過ごすといった一般的な日課を送る。また、学園都市には就学前教育から高等教育までの全ての教育課程が揃っているので、基本的に一度学園都市に入学した学生は内部の学校に進学する。
元が「モノを教える」という「学習・教育」の環境であるため、教育現場が洗脳工場になりかねない事から、追い詰められると最先端の科学技術でとんでもない事件を起こす科学宗教を特に警戒している。

### 超能力開発
学園都市では全学生を対象に「時間割り（カリキュラム）」という超能力開発が実施されている。学園都市における能力は学力と同等以上に重要視されるステータスであり、レベルの高低がコンプレックスに繋がる事も少なくなく、熾烈な競争社会のようにも描かれる。また、「SYSTEM」と呼ばれる概念が学園都市のスローガンであり存在意義とされる。

### 教育機関
とある高校（とある高等学校）
上条らが通う高校。正式名称は不明。第7学区にある学園都市内でも低レベルの学校で、生徒数も数百名程度。12月3日に「魔神」僧正の暴挙で校舎が崩壊してしまったため、別の中高一貫校の校舎を借りて授業が行われることとなった。
常盤台中学校（ときわだいちゅうがくこう）
美琴や黒子達が通う第7学区にある世界有数、学園都市でも5本の指に入る全寮制の私立の名門女子中学校。学舎の園を形成する学校の1つでもある。学生寮は学舎の園の内と外にある。
「義務教育終了時までに世界で通用する人材を育てること」を目標とした英才教育が施されている。能力開発では汎用性が高い能力の育成に特化し、生徒数は200人前後ながら、2人の超能力者（レベル5）と47人の大能力者（レベル4）を擁する。さらにそれ以外の生徒はすべて強能力者（レベル3）と、名門校の名に恥じない生徒構成となっている。また、独裁や人心掌握を学ぶ学校でもある。
レベル3未満の能力者は王侯貴族であっても籍を置けないという厳しい入学制限が設けられている。また休日でも外出時は制服着用、寮内での能力使用は禁止といった校則がある。なお、制服のデザインにはホワイトスプリングホールディングスの広報部が技術提供している。学生バスは対爆弾仕様のものを採用しており、シャワールームでは半導体工場から供給される理論純水が利用されている。12月24日のクリスマスイヴには、全校生徒が昼も夜も24時間ひたすら街を練り歩いてゴミ拾いを続けるという厳かな季節行事がある。
12月に発生したエレメント襲来及び大熱波の際には学校内に籠城していたが、A.A.A.を装着した木原唯一の攻撃を受けたことで校舎が破壊されてしまったため、｢冥土返し｣の病院へ避難所を移すことになった。学園都市全機能停止に伴う集団疎開では、自分達の水準での自己学習を進めるため全校生徒が一丸となって行動し、バリ島に滞在している。
派閥（はばつ）
常盤台の生徒が自主的に作る、同じ目的を持つ者同士の集まり。建前としては学外自主活動なので、管理された部活動とは違い自由な活動が認められ、生徒の過半数が何れかの派閥に所属する。同系統の能力の研究会や人脈形成のサロンなど目的は様々で、特に大きなものは学内に留まらず社会に影響を及ぼす事もある。
最大派閥を1年以上かつ卒業まで維持した派閥の長には「永代姫君（マジェスティ）」の称号が与えられ、将来学園都市統括理事の椅子を始めとする出世コースが約束される。また、後述の生徒会長選挙にも関係している。
利害の関係で派閥同士で共闘する事もある一方で、敵対して派閥間で抗争が起きる事もある。派閥抗争は集団で行う決闘のようなものなので、無派閥の人間は介入してはならないという暗黙の了解があり、横槍を入れれば宣戦行為と見做されて全派閥を敵に回す可能性もある。限度はあるが、原則的に教師も風紀委員も不介入である。
派閥員の割合については、作中10月時点では食蜂派閥が41%、雅王院派閥が10%、第3〜第8派閥の合計が28%、その他が21%。1年前の5月時点では沙派閥が23%、水鏡派閥が19%、支倉派閥が17%、第4〜第10派閥の合計が16%、無所属が25%だった。
なお、個人の能力開発や集団の派閥争いが最優先なので、「個人のディベート」にはあまり効力がない。
生徒会長選挙
常盤台中学の生徒会長を選出する選挙。派閥の団体戦としての側面を持ち、前半は全校生徒が派閥に投票する「派閥選挙」で、後半はその選挙に敗れた派閥の「下位順位の代表者」が「選挙人（エレクター）」となり上位3派閥の決選投票を行う「本選挙」という2段階制で行われる。このように派閥がなければ出馬できないという高いハードルがあるので、例年は5〜6派閥程度しか立候補しない。
特殊なルールとして、全校生徒の過半数の票をかき集められるなら、その時点で決着になるという「過半数ルール」が存在する。全候補数が3派閥だけの場合は全校生徒による2回の投票を行い、1回目で2人、2回目で1人を選出する「特例二段階制」に切り替わって「過半数ルール」は適用されなくなる。2派閥の時はまた別のルールが適用される。
選挙の際には能力使用に制限がかかり、系統別に細かな規定はあるが「投票結果を直接操作する使い方は失格」となるのは共通で、例えば、能力で投票しろと命令する、身体を物理的に操って投票させる、投票用紙を消滅させる、といった明白な違反行為はアウトになり、「選挙管理委員（コミッショナー）」を兼務する風紀委員が取り締まる。また、派閥の活動実態を精査して実質同派閥なら失格になるため、派閥を小分けにして複数派閥を作るという手は使えない。ただ、それ以外の行為は意外と許容されるらしく、買収などの権謀術数を駆使することも黙認され、能力の使用を含め戦闘行為そのものは禁止されていない。選挙要綱には「会長就任時に心身ともに執務可能であること」が立候補要件となっているので、不慮の事故などで入院すると選挙そのものから強制退場処分となる。
柵川中学校（さくがわちゅうがっこう）
第7学区にある区立の中学校。初春や佐天が在籍。
霧ヶ丘女学院（きりがおかじょがくいん）
第18学区にある高等学校。能力開発分野では常盤台と肩を並べる名門校。姫神、風斬、結標などが在籍した。近くには素粒子工学研究所がある。
常盤台とは対照的に、再現が難しい特異な能力の開発を専門に行っている。
長点上機学園（ながてんじょうきがくえん）（ちょうてんかみおりがくえん）（ちょうてんかみきがくえん）
第18学区にある高等学校。学園都市の5本指の1つに数えられ、能力開発分野では常盤台と並んでトップを誇る高校。布束や（書類上だけであるが）一方通行が在籍。
上位の能力者でなくても一芸に突出していれば在籍できる。そのためトップクラスの教育機関としては珍しく、無能力者にも門戸を開いている。大覇星祭では常盤台を破って2年連続で優勝している。
繚乱家政女学校（りょうらんかせいじょがっこう）
メイドのスペシャリスト育成を専門にする家政学校。舞夏や鞠亜が在籍。
「メイドに休息は要らない」として原則休日が無い。一部のエリートメイドは、実地研修として学園都市中に派遣されている。
三沢塾（みさわじゅく）
日本国内でシェア1位を誇る進学予備校。学園都市第17学区に支部校を置く。
支部校は十字路を中心に漢字の「田」を作るように12階建てのビルが4棟建てられ、大学に受かる実力はあるがさらに上の大学に進むために浪人して1年間受験勉強するための「進学予備校」と、普通の高校生が通う「現役予備校」の2つの顔を持つ。学園都市特有の学習法を盗んでくるための巨大な企業スパイであったが、ハンパに能力開発をかじったために悪い感化を受け、能力開発という「自分達しか知らない技術」を「=それを知っている自分達は選ばれた人間」という新興宗教じみた科学崇拝に囚われて暴走、「この世に一つしかない、再現不能な能力者」である「吸血殺し」を有する姫神を監禁する暴挙に及ぶ。だが学園都市が処分に動く直前、「吸血殺し」を求めて「外」からやってきたアウレオルスによって施設ごと乗っ取られ、要塞（システム）をそのまま再利用される（第2巻）。
断崖大学（だんがいだいがく）
学園都市内の大学。
プログラム関連の電子情報群を集めた閲覧保管施設としてデータベースセンターが付属しており、メイン施設である直径50メートルの中央ドームに小さな四角い構造物がいくつも付いているなど、メインの大学より2回りほど規模が大きい。
その他にも、名称だけの教育機関として高崎大学（たかさきだいがく）、枝垂桜学院（しだれざくらがくいん）などが登場している。

## 科学・技術
学園都市では最先端の高度な科学技術が運用され、文明レベルが外部より2、30年進んでいるとされる。隅々までそれらが行き渡っており、生活のあらゆる場面で登場する。

### 装置・技術
樹形図の設計者（ツリーダイアグラム）
世界一の演算能力を持つ超高度並列演算処理器（アブソリュートシミュレータ）。例えば空気中の分子1つ1つも完全にトレースすることで、1ヵ月先の完全な天気予報を可能にする（予報ではなく「予言」とまで称される）。それすらも他の演算の空き時間を利用して1ヵ月分まとめてやっているに過ぎない。その性能は、今後25年は誰にも追い抜かれないという。実際に実験を行う前のシミュレータとして用いられており、使用には統括理事会の許可が必要。
本体は安全性保持のため気象データ解析という建前で打ち上げられた学園都市の人工衛星「おりひめI号」に密かに搭載されていたが、1巻でインデックスの「竜王の殺息」を受け破壊される。その事実は秘匿され、以降の使用申請は全て却下されることになった。その後、8巻で復元するための「核」となる演算中枢（シリコランダム）が唯一残る「残骸（レムナント）」を巡り、事件が起こる。
書庫（バンク）
学園都市の総合データベース。学園都市最大の武器である「科学的な叡智」の集積であり、生徒や能力など学園都市に関わる情報の全て（各学校の成績表を含む超能力開発、能力開発部門の薬品や機材を含む学園都市の全研究データ）が登録されている。学校や病院で使われていないところはないと言われるほどに普及しており、ネット上で誰もが検索機能を利用できる。美琴は毎回ハッキングして機密情報を引き出している。
ネット越しで誰もが利用しているが、その「本体」の所在は知られていない。「樹形図の設計者」の時のような損壊を防ぐために、周囲に知られず機器の中に忍び込ませる形で秘匿されており、ハードウェアも定期的に世代交代が行われている。
プロセッサスーツ
次世代の「書庫」として用意されていた特殊なスーツ。所在を割り出されないよう、大規模なサーバーシステムには見えないような形で偽装されているが、アネリをフルスペックで常駐させても余りあるほどの莫大な情報処理スペックを有している。駆動モーターや電位伸縮性テープで補強され、1トンの装甲車を吹き飛ばすだけのパワーと、一方通行の能力の一部を再現した「演算型・衝撃拡散性複合素材」による防衛機能を備えており、装着者の危険度に応じて装甲の隙間にあるライトが青・黄・赤に変化する。全身の皮膚表面から電気信号で情報を伝えるため、装着者は下着等の薄着でなくてはならない。
「大熱波」による影響で世代交代が進められたが、「先代」であった総合証券取引所の高速サーバーがスーツの親機を着たA・O・フランキスカに破壊された事で、「書庫」としての機能が移譲される。しかし囮として浜面に着せていたスペアの機能と重複して、正しいネットワーク認証が出来なくなっていた。
学習装置（テスタメント）
知識や技術を電気信号として脳に直接記憶させるための装置。しばしば「洗脳措置」とも表記される。妹達の人格データ形成や、打ち止めへのウイルスデータのインストール・アンインストールなどに使用された。
幻想御手（レベルアッパー）

妨害気流（ウィンドディフェンス）
突風を発生させることで狙撃の狙いを逸らすための装置。理論上は職員室にある喫煙者用の空気清浄機を大型化したもの。複数台使う事で、対象の周囲を風の渦で囲む事もできる。第3世代はクレーン車のような大型の台車に巨大な扇風機に似た機材が取り付けられたもので、乱数を利用してランダムな気流を生む。装置そのものに対する狙撃を防ぐことはできないのが欠点。
ひこぼしII号
学園都市が保有する3基の「衛星」の1つで、全長5kmに届く巨大構造物。学園都市が気象衛星という建前で打ち上げたスパイ衛星。主な使用目的は学園都市と周辺地域の監視。
加えて白色光波を利用した地上攻撃用の大口径光学爆撃兵器が搭載されており、対象を4000℃程度の高温で焼き、細胞核破壊効果により急速なガン化を促す。照準範囲は最小で半径5mから、最大で半径3km。連射性能は1時間に1発撃てるかどうかといったところで、大気圏でランダムに屈折するため精度に若干の誤差がある。
また、内部の「無重力生体実験室」には天埜郭夜が半ば監禁された状態で滞在して、衛星の管理を行なっている。
軌道上防衛兵站輸送システム(Space Save Supply Shoot System / S5)
学園都市が開発した惑星居住計画用巨大施設。月や火星に大量の雲と恵みの雨を降らせ、栄養剤を溶かした生命のスープで不毛の大地を覆い尽くす事を目的とする。射出時には、直径20m以上の巨大リングが数十も一列に並んで砲身を形成し、燃焼ガス、磁力、電磁投射システムの3軸同期で発射する。振動制御で分子間の結合を人工的に再デザインし、準安定状態で地表に激突するまで気体になる「振る舞い」を忘れて液体のままを保ち続けるように調整された水や、過酷な環境に耐えられる植物の種子を詰め込んだラグビーボールに似た形の園芸用カーゴ「輸送弾殻（カーゴシェル）」を高速で射出する事ができる。カーゴは大量の水蒸気爆発をクッションにする事で、パラシュートなどを使わず積荷の安全を確保し原形を留めたまま着地させる。
ただし、射出時の初速が時速1500kmとなっているため軍事目的での運用も可能であり、純粋な水を地表に打ち込んだだけでも15kmに及ぶ巨大なクレーターを穿つ強大な爆弾となる。着弾点を中心にきのこ雲を生じるほどの圧倒的な水蒸気爆発を生み出し、マッハ4〜5の熱波の壁で周囲を薙ぎ払い赤熱させていくためにクレーターの表面は珪素がガラス化する。
「大飯喰らい」らしく、軍用を名乗っているのは資金を得るための建前で、エンデュミオンの失敗によって再び組み立てられる事になった。
運搬着（パワーリフター）
2本の鋼鉄の腕を持つ3m大の作業機械。駆動鎧の民生版のようなもので、装甲に覆われてはおらず、左右2本の有線操縦桿とフットペダルで操縦する。小型の自動車を持ち上げるほどのパワーを持ち、姿勢制御用の脚部でも物をつかむことができる。なお、運用に際して免許所得は不要。
清掃ロボ
学園都市に配備されているゴミ箱状の自走ロボット。道に落ちているゴミを自動的に回収する。
『とある魔術の禁書目録たん』では｢清掃ロボット4649｣（警備機能付き&シリアルナンバー入り）を7000円で販売していた。
警備ロボ
学園都市に配備されているゴミ箱状の自走ロボット。攻撃を感知すると警報装置が作動して増援を呼ぶ。1台120万円。
多少の段差は乗り越えられるように作られていて、エレベーターなどを赤外線信号で操る事もできるが、無数の鉄杭のような意図的なバリケードを敷かれると侵入できなくなり、ある程度「障害物回避シークエンス」を繰り返した後、「保留・省略」してよそへ行ってしまうという欠点を抱えている。そのため、スキルアウトが設置した「妨害」は、警備員などが週や月に1度の頻度で強制撤去する。
瓶詰工場（マイクロコスモス）
無秩序に増殖を繰り返すミクロな細胞にテロメラーゼを注入することでテロメアをコントロール下に置き、ガン化プロセスの遮断より異質な細胞を後付けで正常な状態に戻して、体のどのような部位であってもガラス容器の中で製造できるという技術。
雲川芹亜が肉体損傷に備えてスペアパーツを複数確保しており、欠損に応じて適宜移植している。
アクロバイク
学園都市製の高性能電動アシスト自転車。電子制御式のサスペンションによる衝撃の緩和と2m以上の垂直跳躍能力を持ち、車輪の巨大円盤型ジャイロにより車体が70°以上に傾いても自動で姿勢を制御して自律回復が可能。最高速度は時速50kmを超える。マシンのバランス性能は凄まじく、説明資料を読み込んだだけの素人が難度の高いサイクルアーツを繰り出しても転倒しない。
グリフォンドライバー
第三次世界大戦を睨んで動的防御目的で開発された要人警護用の防弾公用車。外見はリムジン風の黒塗りの高級車だが、全高2m以上、全長25m以上という巨大さを誇る。複合装甲製のボディ、50cm超の防弾ガラス、銀行の大金庫に匹敵する8本のロッドと真空ロックを兼ねた扉、狙撃や対戦車地雷にも対応できるスポンジ封入式のタイヤといった様々な設備を備えている。
木原唯一は研究室として使用する目的でこの車を複数台所有している。
スフィア
災害時用の通信インフラ基地となる、電波塔や広告塔を兼ねる専用機材。本体は蓮の花にも似た直径2mほどの金属球で、頂点から撒かれる煙の層へドーム状に情報のウインドウが表示される。内部のコアには非電子式演算回路の一種であるゼーマン効果を利用した光分散式計算プロセッサを使用しているため、電気系の能力者であっても操作できないようになっている。余計なデマや混乱を避けるために無秩序な情報発信はできないように設定されており、フルアクセスするためには「営巣部隊」から避難所の「王」に配布される「鍵」と呼ばれるスティック状の機材が必要になるため、王の意向ひとつで傘下にいる多数の意思決定をも直接左右されてしまう。
問答型思考補助式人工知能（リーディングトート78）
「窓のないビル」に備えられ、アレイスター＝クロウリーが自らの「計画」の軌道修正が正しいか否かを証明させるために用意した並列演算機器。アレイスターが導き出した運命予測法が組み込まれている。中枢にはアレイスターが執筆した魔道書の「原典」であるトートタロットが用いられており、「原典」の自己防衛機能を利用した魔術の行使が可能となっている。
システム構築の過程で偶発的に意識体が発生している。「黄金」の時代を案内するホスト役としては「黒猫の魔女」ミナ＝メイザースの姿を取り、12月11日にビルに侵入してきた上条をこの姿で導く。アレイスターとの戦いではリリスの尊厳を守ろうとする上条に味方し、魔導書の記述でエイワスの力を吸い取ることで彼を助けた。その後のコロンゾン襲撃時には宇宙へ飛び立つビルから脱出できないためにその足止めを捨て身で行うつもりでいたが、エイワスが気紛れで魔道書「黒猫祭祀秘録」を記したことで巨大演算機器の軛から解放された一冊の本となり、さらにミナ＝メイザースとしての肉体を得たことで移動の自由を与えられたことで学園都市へと帰還した。
「書庫」をめぐる騒動ではまず一方通行に接触して情報交換を行い、終局において自らの記述を利用してインデックスの遠隔制御霊装を停止させ、アレイスターへエイワスからの神託と自身の意見を告げその決意を促した。その後は、土御門がエジプトに用意した隠れ家で冥途帰しと共にリリスの肉体の準備を開始、コロンゾンのアエティール・アバターがエジプトを攻撃し出したためイギリスに向かい、アレイスターたちと合流した。アレイスターの死後は、彼女の遺言でリリスの乳母を任されることになる。
アネリ（an-E.R.I.）
ドラゴンライダーに搭載されていた操縦支援ソフト。浜面に妙に懐いており、彼が女性を相手にしていると機械の制御系を利用して嫉妬しているかのような行動をとる。
その正体は問答型思考補助式人工知能を民生にまでレベルを落として普及させた高度柔軟性AIで、いわば魔道書の「写本」に相当する物であり、「原子崩し」の応用研究の成果も一部組み込まれている。「原典」が優秀なためか、プロセッサスーツに搭載されフルスペックを発揮できた時には浜面の想像を超えた圧倒的な性能をみせている。
学園都市の全機能停止時は活動できなかったが、都市がアンロックされると共に再起動する。
ブレスオブブレッシング
「営巣部隊」に配備された大型送風機。直径2、30mに届く巨大な円筒形で、見た目はシールドマシンに近い。本来は非殺傷の防災研究の名目で開発され、学園都市の研究機関で危険な化学火災が発生した際、風向きを人工的に変える事で危険な煤煙が人口密集地を冒すのを止めるための機材であるが、風速数千kmに達する暴風を発生させ、軽自動車程度は木の葉のように薙ぎ払い、鉄筋コンクリート製の小さな雑居ビルくらいならバラして吹き飛ばしてしまう。複数の輸送ヘリにワイヤーで懸架して運搬される。
操縦捕縄（そうじゅうほじょう）
ガス管やスチームパイプなど、接近するのが難しい事故現場で鋼管に巻きついて漏出ポイントを安全に塞ぐために作られた、電子制御の蛇型ダクトテープ。しかし、縛る、搾る、殺すと何でもできる性能から、犯罪目的で使用されることもある。
ハンマーヘッドシャーク
警備員の特殊車両として導入された無人追跡車。フガクのスポーツセダンの公務用カスタムで、見た目は空気抵抗を極力避けるために車高を低く抑えたスリムなスポーツカーだが、エンジンは車体後部に搭載され、ボンネットの中は全て複合装甲の塊がぎっちりと詰め込まれている。暴走車やあおり運転対策として、「無人制御で安全に、かつ最速で追い着き、そして確実にぶつけてクラッシュさせる」走る凶器の極みであり、複数で高速無線ネット連携を取れば20トン級の大型トレーラーでも確実に潰してコースアウトさせる「兵器」となる。
NB20
警備員に配備される近距離捕獲銃のネットライフル。網を広げるために使うオモリが急所に当たる事故率が高く回収騒ぎが起きた。
トランスペン
翻訳機能付きのペン型デバイス。ペンの頭のマイクが聞き取った外国語を日本語に通訳し、書類や看板の英文をペン先でなぞれば日本語に翻訳してくれる。スマートフォンと無線接続し、同時通訳する事も可能。学園都市のディスカウントストアならワゴンで投げ売りされる程度の「オモチャ」で、通販教材のおまけについてくる程度の品なので、翻訳に英単語がそのまま出てくる事もある。
オーバーハンディング
学園都市で運用される囚人護送列車。複合装甲の装甲厚は車両というよりシェルターに近く、側面で平均200mm、一番薄い屋根で平均120mm、先端部分では800mmを超え、これ以上増やせば金属製の車輪やレールを痛めてしまう上限まで盛られている。車両は7両編成で、囚人が詰め込まれるのは4、5両目の2車両だけ、1、7両目が巨大なモーターと非常用バッテリーを含む運転・機関車両、2、6両目がガラスレーザー規格のドーム状対空光学兵器と対地攻撃ロケット砲のコンテナで固めた武装車両、3両目が武装看守の待機所になっている。通常のATS管理より手動操作を優先し、空気ブレーキや電磁ブレーキなど複数の安全装置を独自に取り入れている。
列車は乗り物の中で最も待ち伏せされやすいリスクを抱える事から、運転士には一般報酬の他に、たった1本、30分走らせるだけでクルーザーを買える額の追加ボーナスが上積みされる。
「ハンドカフス」に自分の手でケリをつけたい鉄装がATSに細工して脱線させ、第7学区の駅に停車していたデリバリーゴーラウンドと激突する。

### 兵器
学園都市製兵器のコードネームに冠される「Hs」は "Hard science"（＝自然科学）の略称で、「科学の力によってあらゆる不可思議な闇を薙ぎ払う」という科学万能主義的な意味が込められている。
駆動鎧（パワードスーツ）
身体の外側に着用する事で、使用者の身体機能や動作を補助・強化する機械の総称。いくつかのバージョンや種別があるが、基本的には硬い装甲で全面が覆われ、内部には電力駆動の機械装置が備えられ、非常に高い防護性能と運動性能を有している。巨体や重量の割に鈍重ではなく、生身の10倍以上にも達する並み外れた高速運動が可能な機動力を有しているのも特徴。作業用や防護服、災害救助や治安維持など様々な用途があり、兵器としても運用されている。直立状態からいきなり高機動を出力すると全身の筋肉が肉離れを起こす危険があるため、常に筋肉へと電気的刺激を与えて「準備運動状態」を維持し続けてダメージを防ぐといった身体的プロテクトが複数用意されており、駆動鎧が大きなサイズになっているのはその安全装置が存在するためでもある。また、対電気系能力者の装備として、薬品によって化学性スプリングを収縮させる方式に特化させた物も存在する。
人間とそれほど変わらない物から二回り以上大きい物まで色々なサイズがあるが、人間が着る物には変わりないため、原則的に人間の外観から逸脱し過ぎない人型二足歩行タイプである。また、脳や人体など内側を補強するタイプもあり、作中では「一定の水準を超えた駆動鎧はサイボーグと変わらない（逆も同じ）」と語られている。
なお、学園都市の外部に売り込む際には安全性と機密情報流出防止の為、技術水準を3、4世代ほど落としグレードダウンさせている（エンジニア曰く「外でもギリギリ再現できる程度の劣化品」）。
HsPS-15
アビニョンを襲撃した学園都市機甲部隊に配備されている最新型駆動鎧。通称「ラージウェポン」。全長2.5メートルの巨体で、全身に迷彩が施されており、頭部が巨大でドラム缶のような形をしているのが特徴。銃身が異様に太く、シリンダー内で2種類の弾頭を使い分ける事が出来るリボルバー式のショットガンを装備している。一方はたった一つの外殻（ショットシェル）の中にアンチマテリアルの弾丸を数十発詰め込んだ対隔壁用の弾丸で、1発1発が戦車を撃ち抜くほどの破壊力を秘め、近距離から数発撃ち込めば核シェルターの扉であってもこじ開ける。もう一方は人間用の空砲で、莫大な炸薬を使って放たれる衝撃波により、人体を吹き飛ばす。状況に応じて最適な調整を行う新型の自動補助装置が搭載されているが、試作機なためか特定の条件でエラーが出る場合がある。
アニメ版などに登場する駆動鎧は基本的にこの機体のデザインが用いられている。アニメ『超電磁砲』にも先進状況救助隊に配備されている機体として登場しているが、こちらでは何故か外部向けの低性能タイプが使われている。
HsAFH-11
第23学区・制空権保全管制センターより発進する、学園都市最新鋭の無人攻撃ヘリコプター。通称「六枚羽」。
回転翼によって飛行するので分類上はヘリコプターだが、補助動力として2基のロケットエンジンを搭載し、高速飛行時の最大速度は時速3000km（マッハ2.5）、「羽」を展開した状態でも時速3、400kmで飛行する。
AH-64 アパッチと同じく機体の左右にある6枚の「羽」には機銃やミサイルなどの武装を施され、それぞれが関節を持つことから人間の腕のような動きで6方向へ攻撃を行うことが可能。規格外の防御や回避も搭載されている。機銃からは、弾丸に特殊な溝を刻み、空気摩擦を利用して2500℃まで熱した超耐熱金属弾「摩擦弾頭（フレイムクラッシュ）」を掃射するほか、赤外線センサーでロックする短距離対装甲車両用ミサイルSRM21、地上攻撃用ミサイルなども搭載され、砂鉄を噴射するボールを発射、そこに高圧電流を流して20m四方を電流エリア化し、対空ミサイルを迎撃する機能も備わる。
弱点はローターの直下にある吸気口で、目の細かい金網で不純物の侵入を防いでいるが、より細かい粒子が入り込むとエンジンに不調をきたして墜落する。
1機で250億円ほどする超高級品である。
HsB-02
学園都市が開発した超音速ステルス爆撃機。全長80メートルでコックピットにしか窓がない。時速7000キロメートル（マッハ8）を超える超音速巡航が可能であり、地対空ミサイルすら振り切り爆撃を完遂して逃げ切るという、従来の空戦の法則をねじふせる超攻高速爆撃戦術を実現している。最高速度を出すと機体の表面温度が1000度近くに達するため、機体全域に巡らせた低凝固点冷却剤のパイプに、燃料の一つとして採用されている液体酸素と液体水素を通す事で冷却作用を増強させている。ただ、燃料を消費すればするほど冷却効果も失われてしまうので補給が重要になる。
下部には「地殻破断（アースブレード）」と呼ばれる対地爆撃兵器を装備している。これは、表面が電気収縮する機体全長の半分ほどの長さの漆黒の大型ブレードの側面から散布した砂鉄が、時速1万キロメートルオーバーの速度によって8000度を超す気体状のブレードを形成して、上空数千メートルから地殻を切り裂き地面を溶岩に変えるというもの。わずか数グラムでアビニョンの四方を溶岩の川に変えており、理論上は3キログラムの砂鉄があればユーラシア大陸を1時間でぶった斬れるという。
輸送機としても使用される。
HsB-07
HsB-02を第三次世界大戦以後、さらにバージョンアップした機体。HsF-00と同じく、パイロットは肉体を凍結させて操縦する。
HsF-00
学園都市が開発した超音速戦闘機。HsB-02の基本フレームを利用して開発され、全長約80メートルという巨体ながらマッハ5.7を超えるスピードと、機首を90°横向きにしたまま前進する、独楽のように回転するなどの飛行機の常識を超えた機動力を実現。常人ではその挙動で生じる慣性Gに耐えられないため、パイロットは肉体をマイナス70度で凍結させる事によって肉を固めており、脳の判断能力だけを稼働させて、演算や各種臓器機能は機械が代理し、頭皮の微妙な電流を読み取って操縦する。もともと迎撃専門で開発されているので、装甲表面の摩擦熱をエネルギーとして利用する機構が備えられ、速度を出すほど効率が上がり、最大で90%の燃料を削減できるなど、航続時間の問題は解決されている。主翼の上部にはレーザーユニットを搭載し、ワイヤーで接合したまま剥離する事で多方向から同時に攻撃が可能。
発条包帯（ハードテーピング）
超音波伸縮性の軍用特殊テーピング。いわば「駆動鎧の運動性能部分だけを抜き取って、独立化させたもの」。各種筋肉を補強する事で生身では不可能な身体能力を発揮できるが、駆動鎧に搭載されている安全装置がないという問題点を解決できておらず、肉体への負担が極めて大きいものとなっており、そのせいで警備員の試用試験にも落とされた欠陥品である。
『アストラル・バディ』には「発条包帯・改（ハードテーピングカスタム）」が登場する。
攪乱の羽（チャフシード）
電波攪乱兵器の一種。シャーペンの芯ケースぐらいのサイズの薄い2枚羽の金属膜で、マイクロモーターとフタバガキ科の植物の種子の構造を参考にして空に浮かばせている。ある程度の自律浮遊機能によって、平均的で緊密な配置を維持しつつ、竹とんぼのような動きで空中に静止する。手で払った程度では落とせないが、強い突風に耐えられるほどの性能はない。
演算銃器（スマートウエポン）
引き金の手前に太いマガジンが2本突き刺さった、奇妙なフォルムの大型拳銃。赤外線を使って、標的の材質、厚さ、硬度、距離を正確に計測、破壊に最も適した火薬をその場で調合し、合成樹脂を瞬間的に固めて弾頭を成形する。マニュアル操作なら大抵の死因を作るとされ、太い鉄骨を内側から爆発させて細かい破片にし、鋼鉄の板を撃ち抜くことも、豆腐の中に弾を残す事もできる。
MSR-001
学園都市製の磁力狙撃砲で、電磁石によってスチール製の弾丸を発射するスナイパーライフル。銃身は人間の足首くらいの太さの金属筒に、鋼の箱をゴチャゴチャと取り付けた強力なソレノイドコイルで、使用時はスーツケース大の巨大バッテリーを必要とする。初速は音速よりやや遅い秒速290メートルと、火薬を使う普通の狙撃銃より単純な威力は低い。だが、火薬を使わないぶん反動がなく、それによって超精密で精巧な照準装置を取り付けることも可能となっており、加えて音も出ないので暗殺に向いている。
HsLH-02
警備員に配備される、鋼鉄の扉を破るための、バズーカ砲のような外見の電磁力（リニア）式ハンマー。砲口付近に衝撃を与える事で、先端の平たくなった重量20kgの巨大な杭が亜音速で標的を叩く。扉全体に衝撃を与えて蹴破るように開け放つために設計されているので、装甲をぶち抜き「貫く」のには不向き。
HsSSV-01「ドラゴンライダー」
人の体に似せるという条件を排除され、「表側」のありとあらゆる技術を積み込み、全天候・全環境において圧倒的な機動力を確保し、迅速な部隊展開と敵勢力の制圧を目的に作られた正義の味方のためのバイクを含めた駆動鎧。最高時速1050kmという、地上を走る乗り物としては常識外れな速度を誇り、搭乗者にその速度での制御、操作を維持させるために、体の内外からサポートを行うシステムが組み込まれている。
上記の通り最高速度は亜音速に達し、時速300kmオーバーで傾斜70°高さ30m以上の崖を走破、幅20m以上の河川を一気に飛び越える。速度域に合わせて駆動体系は自動制御され、胴体を貫くように配備されたジェットエンジンを軸に、円形装甲で完全に保護されたホイールの中身にはリニア機関が、前輪近くから左右後方へ翼のように伸びるアーム部分には補助動力と強力なステアリングを兼ねたブースターが備えられる。さらに車体制御のためのジャイロ、完全電子制御の耐衝撃サスペンション群、「最速のマシンの動きを地べたで維持させるために必要な機構」として、空力的にマシンを地面に保持させるための後部補助ウィングなどが揃えられている。基本的な操縦方法は大型バイクよりスクーターに近く、ギアやクラッチの概念はなく、ハンドル内部で指を動かすだけ、スロットルとブレーキのみで成立する。不調時には被害を軽減するためにロケット燃料を緊急放出する機構があり、これを応用して左右1回ずつだが摂氏3500℃の大爆発を巻き起こせる。
人間の握力と耐久性で運転するのは不可能なので、専用の駆動鎧の装着が必須。これはモーターや化学性スプリングで人の動きを強化、操縦に必要な筋力、耐久性、酸素の吸入方式などを確保するためのもので、操縦者の動きを支える形で駆動鎧がガイドを行い最適のフォームで運動する事となり、運動量とベクトルの修正により打撃には銃器に等しい破壊力が備わり、圧倒的な速度の中で「片手持ち」のガトリング砲や滑腔砲の使用を可能とする。同時に冷静に情報を確保し高速で思考するため、電気的刺激や脳の温度分布などを利用して人間と機械を繋げ、「心と体の動きを阻害するレベルの」恐怖を抑制してパニックを防ぐ。理論上は最高速度で転倒しても大丈夫な耐久力を備えている。さらに装着中は制御装置とリンクするマインドサポート機能により、必要な知識や技術が「経験」として一時的かつ集中的に上書きされる。
本来警備員の新型警邏バイクだったものを第三次世界大戦のために接収・改造を加えたものだが、予想外に戦争が速く終結したため永眠するはずだった。しかし、作り手である丈澤道彦が浜面仕上に託し、彼が装着したことで実戦に投入され、「新入生」の駆動鎧と激戦を繰り広げた。
ハッキング防止用にあえて電子ロックではなく精巧なアナログ錠を採用しており、そのせいかは不明だが浜面にあっさりセキュリティを解除されている。
ダウンウェーバー（Down Waver）
直径500メートル、深さ70メートル前後の巨大な渦潮「海の竜巻（ダウンウェーブ）」を人工的に発生させる兵器。全長1メートル程度の細長い縦長の機材で、起動の際は海面に直径500メートルほどの円状に4つ投下する。生じた「縦穴」は時速2、300キロメートルで船の下に潜り込み、70メートルの高さから急激に船体を沈み込ませるので、船体が重ければ重いほどダメージが増す。
HsWAV-15
通称「10本脚」。頭に戦車の砲塔をつけた、プログラム制御の無骨な装輪装甲車。完全に戦争仕様の兵器だが、「魔神」僧正には力及ばなかった。
極超音速衝撃波圧縮打撃砲（スーパーソニックストライカー/ S.S.S.）
アセチレン、酸素、水素の混合気体を爆発させ、小細工された鋼管で指向性を整えて、一方向へマッハ9.8の速度で見えない音の壁を打ち出す兵器。外見は鋼管で出来た盾とガスボンベやエアコンプレッサーを太いチューブやホースで繋いでいるだけだが、凶悪な殺傷能力を有している。内部にチタン合金の研磨剤を入れることでさらに威力を高める。
アレイスターの知識さえあれば最先端の道具は一切必要なく、学園都市外の日曜大工だけで組み上げられるという恐るべき利点があるため、イギリスで戦いに巻き込まれた際にも短時間かつ即興で製作された。
食物連鎖の反逆者（フラワーレジスタンス）
クローンや遺伝子操作といった品種改良によって生み出された、ハナカマキリとは似て非なる本当に植物質で作られた昆虫。動物より早く動き、動物より力強く体を動かして、動物を養分とする。電磁波の影響を受けやすく、ある程度はリモートで言う事を聞かせられる仕様になっている。

## 経済

### 財政・金融
学園都市独自の税制が施行されている。税率は一律ではなく、人口の8割が学生である事などから、漫画や菓子といった子供向けの嗜好品に高い税が課せられている。その代わり、学食や教材といった学生生活に必要な物は格安となっている。内外で若者の比率が違うため、同じ系列のコンビニや牛丼屋のアルバイトでも「外」の方が時給が良い。
決済に使用される通貨は日本円であるものの、学園都市内の市場で流通している貨幣は、都市内に設けられた造幣局によって独自に発行されているものである。学園都市製の貨幣にはICチップが埋め込まれ、使用履歴が読み取れるようになっている。貨幣を故意に破壊・遺棄することは法令によって禁じられているが、マネーカードと呼ばれるプリペイドカードはその対象外である。
世界トップクラスの金融センターにして世界経済を回す動脈であり、前述の経緯で放棄された際には、不安定になった経済を戦争の利権で取り戻すため、各国で学園都市から流出した技術を利用した殺人兵器の増産に拍車がかかっていた。

### 産業
食料は、俗に「農業ビル」と呼ばれる植物工場や畜産工場施設によって人工栽培・人工飼育されたり、クローン食品が作られたりするなどのように科学的に生産・管理されているため、食料自給率は極めて高い。工業などの他産業も可能な限り学園都市内で賄われ、主に自動化された工場などで生産活動がなされる。その他にも生活に必要な商業施設や各種インフラも揃っており、学園都市のみで完全に都市機能を自己完結させるだけの環境が整っている。
街中の至る所に配置されたプロペラ風車による風力発電が学園都市の主要電源となっている。送電ルートは一方的ではなくネットワーク状に構築され、中央ハブ変電施設により電気の流れを制御・管理している。これにより、事故や災害で一部が破壊されても停電が起こりにくいという利点がある。なお、大規模な水力発電が行われている第22学区のようにその他の電力源もある。また、送電線などは地下の共同溝に埋め込まれているため、学園都市の街並みには電柱が一切存在しない（電線類地中化）。
主に、一定の水準まで型落ちした科学技術を外部の企業に輸出するなどして莫大な資金を得ている。それゆえ、学園都市の域内経済は基本的に豊かである。

### 流通
世界各地に点在する学園都市協力機関から独自の補給ルートを構築しており、必要な物資は外部の政府や企業に頼る事なく全て得る事が出来る。このため、面積の小さい学園都市でも資源が不足する事はない。主な輸送方法は、学園都市製の巨大な潜水艦によって付近の海域まで運び、そこから小分けして港へ上げて陸路で運ぶルートと、空輸で直接学園都市内の空港へ運ぶルートの2つ。

### 情報通信
学園都市内の電気情報通信ネットワークは外部から基本的に独立しており、外部との通信を行いたい場合、外部接続ターミナルを経由しなければならない。ハンディアンテナサービスなど、学園都市独自の通信事業も存在している。

## 社会

### 生活
学園都市は外部から入学者を募っており、保護者が学費を支払い、入学した学生は例外なく親元を離れて暮らす事になる。そのため、学園都市内の学校は全て全寮制で学生寮などの住居が提供され、学生全員に奨学金として生活費が毎月支給される。しかし、このシステムを悪用した「置き去り」などの問題もある。
学園都市内で学生が死亡した場合、遺骨は徹底的な焼却処理の下、親元へ帰されるのが常となっている。したがって、学園都市内で墓を建てたいという希望は少なく、墓地は第10学区にただ一つ存在するのみである。前述の通りこの墓地に学生の骨が収められることは稀であり、「置き去り」や学園都市暗部の者がそれに該当する。

### 文化
外部と隔絶された社会の上、大学や研究機関が開発した試作品・実験品の実地販売テストが広く行われている事もあって独特な商品が流通するなど、流行・文化が外部と微妙にズレているという特徴がある。
科学尽くしの街だけあって、基本的に住民は無神論の科学主義的な価値観を持つ。また、オカルトや神秘といった非科学を一切信じず、不可思議な現象でも科学的な視点から分析する傾向がある。前述のように神学も科学的側面から捉え、内部で広まる都市伝説も怪談系は少なく専ら陰謀論が主流。信仰の自由自体は保障されており、最期の時を宣告された末期患者のための礼拝堂がある病院も存在しているが、相談役となるのは本職の神父ではなく神学を学んだ教授が担当する場合が多い。

### 行事
無数の学校が林立しているという都市の性質上、定期考査や年間行事などは時期が統一され自然と大規模になる。
大覇星祭（だいはせいさい）
学園都市の全学校が参加する超大規模な体育祭。 9月19日から25日までの7日間に渡って開催される。
競技内容自体は一般的な運動会と大差無いが、データ収集の名目で競技中の能力使用が推奨されているため、中にはド派手な超能力バトルと化す種目もある。ただし、一般者への配慮として、競技の条件に「干渉強度5以下の能力使用を禁ず」と設定される。外部に向けたイメージアップ戦略の狙いもあり、開催期間中は一部を除いて外部にも一般公開されている。テレビ中継も行われ、海外にも放送されている。
基本的に学校対抗で行われ、勝敗に応じて点数が加算される。加えて各学校は赤組と白組に分かれ、各組の合計勝ち数に合わせ、それぞれの学校へ点数が追加される仕組みになっている。これらを合わせたトータルの総合得点により、最終的な学校ごとの順位が決定される。
表沙汰になっていないだけで例年何らかの大事件が起きているらしく、作中ではローマ正教による「使徒十字」や美琴の絶対能力者化実験といった事件が発生している。
一端覧祭（いちはならんさい）
学園都市の全学校が参加する超大規模な文化祭。11月に開催される。
学校見学会やオープンキャンパスも兼ねているため、主に他校生や入学希望者が対象となる。そのため大覇星祭と違って外部には公開されないが、逆に常盤台などの名門校が見学者獲得の為に力を入れており部分的に開放されるという。
広域社会見学
防犯オリエンテーション
防犯意識を高める目的で12月に第7学区全域で行われる合同ロールプレイ。犯人役・治安役・人質役に分かれ、それぞれに与えられた目的を達成するごとにもらえるスタンプを集めることで学食の隠しメニューを注文できる。

### 社会問題
置き去り（チャイルドエラー）
学園都市に預けられたが、その後親が蒸発してしまった捨て子・孤児たちの事、及びその行為・社会現象。初めから子供を捨てる目的で、最初の学費のみ払って消えてしまう親も少なくない。第13学区の「あすなろ園」など「置き去り」を保護する制度や専用の施設もあるが、施設の敷地面積によって受け容れられる人数に制限があり、待遇改善が逆に外部からの育児放棄を加速させるおそれがあると統括理事会も対策には慎重で、追加支援もなかなか得られない。また、身寄りがないのを逆手にとって非人道的な実験に利用しようとする暗部の研究機関が存在し、マッドサイエンティストに改造された「置き去り」の都市伝説も流れている。
スキルアウト
無能力者（レベル0）の武装集団の総称。「武装無能力者集団」とも呼ばれる。簡単に言えば不良やチンピラの集まり。明確な目標はなく、夜道にたむろしている少年たちが無能力者なら、それでもうスキルアウト扱いされてしまう。大半は寮に住んでいても通学しない者、通学はしても夜になると行動する者だが、100人単位でチームを作って街を闊歩し、武装してATMを襲うなど、ギャングに近い集団も多い。潜在的に1万人ほど存在するが、武装集団というイメージを作っている学校にも寮にも戻らない路上生活者は全体の1%ほど。
能力開発に行き詰ったいわゆる落ちこぼれの集まりだが、稀に能力を隠して在籍する高レベルの者もいる。また、救急車を呼べない類の怪我をすることも多いため、「怪我した仲間を連れて撤退する」独自の技術が伸びている。
色々な派閥や集団が存在する。第7学区の場合、駒場利徳によって統一されていた。

## 暗部
非常に高い科学技術と生活水準を有する一方で、その裏では生命倫理や人権倫理を無視した非人道的な研究および戦闘兵器の開発が進められていたりと不透明な部分も少なくない。さらに非合法な闇取引を行う業者や犯罪組織なども密かに暗躍しており、「風紀委員」「警備員」とは別に、暗殺あるいは破壊工作と言った決して表沙汰にできないような任務を請け負う暗部組織が多数存在している。
比較的温和で社会のためになる必要悪を「好普性」と、根っからの悪党で手の施しようのない「嫌普性」に分類されるという考え方がある。
第三次世界大戦後に一方通行からの要求で一旦は解体されたものの、「木原」をはじめ完全な解体には至らず、新たに「新入生」が結成されるなど大勢は変化しなかった。だが、一方通行が第二代統括理事長になった際、「オペレーションネーム・ハンドカフス」により徹底した解体が行われる事となるが、R&Cオカルティクスの介入で失敗する。

### 暗部組織
所属する人物についてはとある魔術の禁書目録の登場人物#学園都市暗部組織を参照。
猟犬部隊（ハウンドドッグ）
アレイスター直属の実行部隊。リーダーは木原数多。元より素行や人格に問題のあるいわゆる“人間のクズ”ばかりを集めて構成されている。
アレイスター本人から直接命令を受けて行動し、嗅覚センサーを駆使して標的を追い、重武装で「さっさと殺す」任務に特化した部隊だが、あくまで短期間で決着を付ける事にのみ長けた部隊のため、中には長時間の緊張状態に置かれたり、逆に窮地に追いやられる事に慣れていない隊員も多い。部隊員は英語人名のコードネームで識別されている。
「0930」事件時に打ち止めを誘拐、ヒューズ＝カザキリの発動という目的は達成したが、一方通行によって隊員は次々と倒され、最後にリーダーである木原が殺された事で組織は壊滅する。その後、再編されたらしく、19巻でアレイスターの命令により浜面を狙うも麦野に瞬殺されている。
グループ
統括理事会直下の実行部隊。リーダー格は土御門元春（厳密な意味でのリーダーは定めていない）。基本的に表世界で片付けられない問題を秘密裏に処理する。構成員は皆、学園都市に何らかの弱みを握られている。自分の不始末は自分で何とかするのが基本的な考え方の薄情な組織で、メンバー間での仲間意識は薄い。
暗部組織間抗争では「ブロック」「スクール」「メンバー」を壊滅させ、「ドラゴン」の存在に触れた事で潮岸に狙われるも親船を味方につけて打倒。結果的に抗争に関わった部隊では唯一構成員全員が生き残り、一方通行によって暗部組織全てが解体されたことで、構成員もそれぞれ「暗部」から解放された。
学園都市の組織としては珍しい、能力者と魔術師の混成チーム（一方通行と結標、土御門とエツァリ）となっている。
スクール
統括理事会直下の実行部隊。リーダーは垣根帝督。具体的な活動目的は不明。
暗部組織間抗争の原因。アレイスターとの「直接交渉権」を得るために行動を起こし、親船最中の暗殺未遂によって「VIP用安全保障体制」を引き起こし、唯一警備に混乱が見られた第18学区の素粒子工学研究所を襲撃。「アイテム」との戦闘で誉望を殺害されたものの撃退に成功し、「滞空回線」を解析するための「ピンセット」を強奪して「メンバー」を半壊させ、厄介な滝壺を潰すためにフレンダから聞き出した「アイテム」の拠点を襲撃。麦野と絹旗を排除し滝壺が戦闘不能になった後は「第一候補」の核になるため一方通行の殺害を計画、打ち止めを人質にしようとするも、垣根が一方通行に敗れたことで壊滅した。
アイテム
統括理事会直下の実行部隊。リーダーは麦野沈利。統括理事会も含めた暗部組織等の監視・制御を目的とし、「上層部」の暴走の阻止、及び学園都市内の不穏分子の削除・抹消が主な業務。
加入は古い順に麦野、滝壺、フレンダ、絹旗。行動の最終決定権は麦野にあったものの、年齢の近い少女の集まりであるため、チームワークに優れ、新入りが1つ前の先輩から着せ替えラッシュをお見舞いされる歴史と伝統があるなど、温度差こそあったもののメンバーの仲は比較的良好であった。1年前の7月までは第15学区のフィフティーンベルズの最上階を根城にしていたが、「敵対アイテム」との抗争で階下を爆破されたため、第3学区にあるVIP用の個室サロンなどを拠点としている。
1年前にはコロシアムを運営する「敵対アイテム」との抗争に勝利。
「絶対能力進化」計画においては上層部からの依頼で関連施設の警護を行い、詳しい事情を明かされないまま美琴や布束と対峙した（『超電磁砲』妹達編）
暗部組織間抗争において「スクール」の反乱鎮圧に当たった際に、逆に壊滅させられかけ、さらにフレンダの裏切りで窮地に陥った麦野が大暴れして身内にまで噛みつき、内輪揉めでフレンダが死亡。瀕死の滝壺にまで類が及びかけた事で下部組織だった浜面が麦野に逆らい、奇跡的に撃破した事でチームとして瓦解する。
その後、ロシアで麦野と浜面が和解したことで再結成し、新約1巻以降は新生「アイテム」と表記されている。この時点では「暗部」とは手を切っており、具体的な活動内容も未定となっている。現在、メンバー全員が同じ高級マンションの部屋でルームシェアをして暮らしている。
メンバー
アレイスター直属の実行部隊。リーダーは博士。具体的な活動目的は不明だが、善悪関係なく、アレイスターの手足として動く事だけを期待されている。
大覇星祭では木原幻生の依頼で「妹達」の確保に動くが、仲介人に成りすました警策が依頼人と手を組んで上層部への背信行為を企んでいたことが判明したため、その件から手を引いた（『超電磁砲』大覇星祭編）。
暗部組織間抗争において「スクール」「ブロック」の反乱鎮圧と「ピンセット」の回収のため行動するが、「スクール」及び「グループ」との交戦で全員が敗北して壊滅した。
ブロック
統括理事会直下の実行部隊。リーダーは佐久辰彦。学園都市とその外部協力機関との連携を監視することを目的とする。
暗部組織間抗争の原因。都市の暗部から脱するため、アレイスターの殺害を狙って様々な手を打つが、計画実行の同日に「スクール」が先んじて行動を起こし、そのとばっちりを受けて尻拭いを強いられて計画を実行に移す。「窓のないビル」の「案内人」である結標の「座標移動」を利用するという最終目標のために、第5学区のウイルス保管センター、4つの外部接続ターミナル、第23学区の衛星管制センターへのクラッキングを行う事で、衛星通信用の地上アンテナを一方通行に破壊させるように仕向け、ひこぼしⅡ号の監視機能を麻痺させる。そして都市の防衛機能が大幅に低下した所で5000人の傭兵達を第11学区から都市内へ侵入させようとするが、山手に変装したエツァリが拠点の立体駐車場を倒壊させた事で「六枚羽」が出撃して傭兵部隊も大打撃を受ける。収監中の結標の仲間を人質にすべく、残った100人を引き連れて少年院を襲撃したが、最終的に「グループ」によって行動不能にさせられ壊滅し、出し抜かれた担当の「電話の声」も始末される。
迎電部隊（スパークシグナル）
「猟犬部隊」と同等の部隊。学園都市の情報流出防止と、それを行った者の（殺害も含む）徹底排除を目的とする。
19巻において、学園都市の最重要機密である「ドラゴン」の情報開示を求め粒子加速実験施設をジャックするテロを起こす。しかし、「グループ」や「ドラゴン」を知られたくない潮岸によって壊滅させられた。
新入生
第三次世界大戦終結時に一方通行と学園都市上層部による交渉で解体されるも、来るべき脅威に備えて暗部組織の構成員達が再結集した武装集団。その脅威とは学園都市とは違う法則を用いて不思議な現象を起こす集団、すなわち魔術である事が後に判明する。「科学技術は常に進歩し続けていて、昨日の最新が今日も最新とは限らない」というコンセプトの元に、学園都市内のパワーパランスを崩しかねない技術を大量に投入しているのが特徴。
構成員の一部が第三次世界大戦終戦後、都市上層部への抑止力となった一方通行と浜面を抹殺するため、両者と接点があるフレメアの暗殺計画を企て、都市上層部に彼らの危険性を示すことで、彼らを抹殺する大義名分を得ようと画策したが、失敗に終わる。
デッドロック
能力開発が頭打ちになった学生たちの集団。食蜂のAIM拡散力場の影響で自分たちが理不尽な目に合わされていると信じ込まされ、「簒奪の槍」を蠢動から貸与されて彼女を襲撃した。たまたま食蜂と一緒にいた上条の奮戦で計画は失敗に終わるが、この時の負傷が原因で上条は脳にとある機能障害を負うこととなる。
敵対アイテム
もう一つの「アイテム」を名乗るチーム。リーダーは女貞木小路楓。本来の「アイテム」と同じく4人の少女で構成されているが、麦野達の影武者や騙りという訳ではない。第11学区の廃棄列車隧道に寝かせた上級高速列車「夜鷹」など5つの拠点を持つ。
人殺しなどの裏の仕事をこなしながら、コロシアムを運営する事で得た利益を「暗部」に還元している。賞金を生命保険から引き出すために、保険会社の専務を冤罪で脅迫して本部サーバーの自動アラート設定を書き換えさせ、不自然な支払い操作を可能にした。試合のライブ配信を利用して荒稼ぎした資金は、札束や金塊より軽量で、銀行口座のように凍結される心配がなく、ダイヤモンドと違って傷がついても価値の変わらない、プリペイド式のマネーカードとして資金洗浄されて管理されている。
有能ではあったが、コロシアムのために力を測る価値観が重複・競合して街の秩序を乱した事、誰彼構わず金をばら撒き過ぎて勝手にコネクションを作り上層部の命令系統に食い込むというタブーを侵しかけた事から、「アイテム」に処分させる事が決定。「電話の声」によって勝った方が「暗部」全体にとって役に立つとして正式に「アイテム」を名乗れると唆され、麦野達と対立するよう誘導される。一方的に襲える立場を永久にキープするべく、彼女達の根城の真下の部屋を密かに6つ目の拠点として盗聴を行う事で先手を取り続け、銀行口座を凍結させて着実にダメージを与えるが、麦野や華野の抵抗でリーダーを除く3名が戦死し、逃走を決めた楓も麦野に敗れて壊滅する。
コロシアム
「敵対アイテム」が運営していた武器も能力も使用オーケーでルール無用の地下格闘。建前としては、大人の研究員の都合で決められる学園都市のレベル制度とは別に、純粋で暴力的に最強の能力者は誰かを決める戦い、とされている。
妨害用プログラムのためにどうやっても録画やスクリーンショットはできないが、観客はアングラなダークウェブを使ったライブ配信で携帯電話でもパソコンでも本物の殺し合いを血飛沫の丸い粒まで楽しむ事ができ、解像度抜群のハイビジョン画質もVRゴーグルも対応している。撮影機材は、最新ハイビジョン対応で1台2000万円クラスのものや、購入に業界でのコネが不可欠なプロサッカー級のVR合成配信用のものを複数揃えている。
優勝賞金は150億円。高額賞金を捻出するため、参加選手全員に手取り億単位の高額な死亡保険を掛けてから、試合と称して皆殺しにして優勝者一人に全額が集中するように制度を整えている。運営側はネットの広告収入やオンライン賭博関係、試合中にお気に入りの選手へ凶器をプレゼントできるサービスやナマ観戦のネット抽選に参加するための廃課金モード、SNS闇金、インサイダー取引など、無許可で色々手広くやっていて、賞金の150億程度には手を出す必要もない程に荒稼ぎしている。
試合会場は毎回バラバラなので、路地裏に目を光らせている大規模な武装無能力者集団でも尻尾を掴めない。そこで「アイテム」はまだ生きている高額生命保険対象者を保険会社のサーバーから漁って尾行するという手段で会場を特定した。
1つの上部組織に対して複数の下部組織が雑用などのサポートに回るという体制を取り、ある程度は裏社会の人間を動かせる権限を持っている。「猟犬部隊」、「迎電部隊」以外の暗部組織の主要構成員は基本的に4人1組の小規模なものだが、その理由は1人1人が分厚い支援を受けられる人数には限りがあり、フルスペック要員は3〜4人が限界とされ、それ以上集めると出費が膨らみ過ぎて収支のバランスが崩れるからである。
さらに、最前線の現場で働く暗部組織に対して仕事を仲介し、ありとあらゆる命令を出して特権的に管理する「電話の声」と呼ばれる中間管理職の指示役が何人か存在しており、アレイスターと直接会話できる権限を有している。
なお、15巻での暗部組織間抗争等で壊滅した「スクール」「ブロック」「メンバー」などの組織は19巻で統合再編されることが決定していた。

### 計画・実験
絶対能力進化計画（レベル6シフトけいかく）
学園都市最強の超能力者である一方通行を、絶対能力者（レベル6）へと昇格させる計画。提唱者は木原幻生。「樹形図の設計者」の予測演算により、各種演習を通して、当初は「一方通行に250年のカリキュラムを組み込む」または「一方通行が128種類の戦場で御坂美琴と戦闘、勝利し殺害する」という実現不可能な条件が上がっていたが、新たなプランとして「量産能力者（レディオノイズ）を異なる戦場で計2万体殺害する」ことを実行することが決定した。莫大な資金と時間をかけ、学園都市上層部も支持して20以上の関連施設が関わる大規模な実験となっていたが、クローン実験が公になる事態は避ける必要があったため、後述の美琴によるテロも含めて表沙汰にならないように手を回していた。
8月16日深夜に行われた9982次実験で事態を知った美琴が関連施設に対して妨害活動を開始、通信回線からのサイバーテロで関連施設を7割方破壊、回線を遮断される前に内部構造とセキュリティを把握しておいた残りの施設へは直接殴り込んで破壊活動を行う。電気的なセキュリティを無効化した痕跡から高位の発電能力者である美琴が最有力容疑者として浮上したため、上層部からの依頼で「アイテム」が派遣され、その妨害を受けつつも目的は達成され、最後の1基も20日をもって民事再生法の適用を申請して経営破綻。だが、カイツが天井を言いくるめ、「契約終了時点で実験を行える機能を維持している研究所に利権を譲渡する」という条件で183もの外部研究機関へ実験を引き継いだ事で破壊活動は無意味となり、「樹形図の設計者」が撃墜されて再演算が不可能になっていた事もあって、計画続行は覆らなかった。だが、8月21日、一方通行が約半数を殺した後の10032次実験において、無能力者である上条が一方通行を倒したことで「一方通行が学園都市最強である」という前提が崩れたため、計画は凍結される。
アレイスターがどこまで関与していたかは不明だが、計画の凍結も含めて自身の計画の一部に組み込んでおり、全世界へAIM拡散力場を広げるために生き残ったクローンを利用している。
量産型能力者計画（レディオノイズけいかく）
御坂美琴のDNAマップを使って、レベル5（超電磁砲）を人為的に量産しようとした計画。天井亜雄が主導した。
最終段階で「樹形図の設計者」の予測演算により、遺伝的・後天的教育を問わずクローン体から超能力者を量産する事は不可能で、製造されるコピーは美琴のスペックの1%にも満たない「欠陥電気（レディオノイズ）」であり、性能は平均して異能力程度、強力な個体でも強能力を超える事はないと判り計画が打ち切られる。その後、絶対能力者進化実験が始動し、一方通行のターゲット役として用いられることとなる。
第三次製造計画（サードシーズン）
上記の量産型能力者計画を再開させたもの。番外個体（ミサカワースト）はこの計画に基づいて生み出された。彼女曰く「ミサカネットワークの再構築」が主目的とのことだが、詳細は不明。
暴走能力の法則解析用誘爆実験

暗闇の五月計画
「置き去り」を用いて、一方通行の演算パターンを参考に「自分だけの現実」を最適化しようとした計画。研究施設は第17学区の無人工場街に存在した。
計画自体は失敗であったが、第一位の思考パターンの一部を後付けで移植された人造高位能力者の製造には成功し、この計画の一番の成功作として絹旗最愛と黒夜海鳥という2人の大能力者が誕生。中でも絹旗は、一方通行と同じような常時展開された自動防御能力を持つに至る。なお、被験者は極度に興奮すると一方通行と同じ口調（長母音と「ん」がカタカナ（ァ･ィ･ゥ･ェ･ォ･ン））になる。
1年前の6月30日、警備員達が施設に突入した際、被験者の1人であった黒夜が実験中に暴れて、研究者が死亡したことで凍結された。だが実際は、警備員が踏み込む前に表に出たら困る証拠関係を研究者や警備チームごと全部焼き払えと指示された「アイテム」の襲撃によって壊滅し、この破壊痕をコールドスリープから目覚めて朦朧としていた黒夜が自分の犯行だと誤認したのが真相である。
プロデュース
「自分だけの現実」がどこに宿っているのかを調べるための学園都市暗部の研究。
被験者の脳を切り分けるという非道なものだったらしく、針を使って臓器を1つずつ休眠させるという手法が使われ、最終的に能力は「霊魂と呼ぶべき何かが宿った肉体そのものに宿る」ことが判明した。生命維持に必要な臓器を停止させても能力を使えるようにする方法を模索することになり、研究が行き詰まってからは、オーパーツや得体の知れない生物の体液などを持ち込んだが芳しい結果は出ず、最終的に死霊術に頼ることになる。
菱形幹比古は研究者として参加し、エステル＝ローゼンタールはオブザーバーとして学園都市外から招かれた。被験者となった菱形蛭魅は研究中の事故により死亡している。
「暴走能力の法則解析用誘爆実験」や「暗闇の五月計画」と同じく「置き去り」を使っていたほか、借金漬けの10代女子を見つけて被験者として利用していたが、末期にはサンプルが尽きて実験を進められなくなりつつあった。菱形、および蛭魅に憑依した檮杌が去った後の研究状況については不明。
また、副産物として身体が切り分けられて小さくなればなるほど能力も弱体化するという法則があり、逆に肉体を肥大化すれば能力が強化されることが判明している。ただ、外部拡張装置を巨大化して能力を上げると被験者の自我が壊れてしまうのが欠点で、菱形はその原因について巨大化した体に小さな「心」が耐えられず希釈されてしまうからではないかと推測していた。
人的資源（アジテートハレーション）
薬味久子が主導する、全ての「ヒーロー」を最小の犠牲で共倒れさせヒーローのいない世界を作り出すためのプロジェクト。フレメア＝セイヴェルンを人造庇護対象とし、AIM拡散力場を組み込んだ濃淡コンピュータ（仮）から「フレメアを助け出し、邪魔者を排除する」という天啓を受けた7500名の「ヒーロー」同士をビリヤードの玉のように対消滅させることを目的とする。
「博覧百科」に逃げ込んだフレメアを追い全「ヒーロー」が同所で戦闘を開始したが、第6位を除く全超能力者が集結し鎮圧にあたったことに加え、フレメアの逆干渉で恋査に流れ込んだAIM思考体を上条の「幻想殺し」が粉砕したことで失敗した。
オペレーションネーム・ハンドカフス（OP.”Hand_Cuffs”）
第二代統括理事長となった一方通行が、学園都市の「暗部」を一掃し、邪悪でどうしようもない研究を根絶やしにする、という目的で発動した計画。「手錠」という具体的な枠組みが作られ、例外は無いと示すために一方通行自身がクローン人間の殺害や「暗部」での活動を警備員に自首することから始まった。
12月24日、その過程で根丘をはじめとして暗部の解体を望まない者が、理事長の計画を撤回させるために打ち止めを人質にしようと行動するが、警備員や上条達の尽力で防がれた。
翌25日に計画が実行に移され、隠れ家や行動半径を中心とした奇襲作戦をフェイズ1、隠れ家を捨て予想される逃亡先をピンポイントで押さえるフェイズ2というように段階を踏んで実施された。しかし、R&Cオカルティクスが実験の余暇としてばら撒いた霊装「ニコラウスの金貨」によって流れが捻じ曲がり、本来の計画とは乖離する凄惨な結果をもたらし、全員は検挙できないまま失敗で終わる。
壊滅手配（アウトランク）
オペレーションネーム・ハンドカフスの際に用いられた、今まで警備員や風紀委員が断片的に集めていた「役には立たないデータ」と、上の人間が解禁した隠蔽データを掛け合わせた代物。これに従って一斉捜査するだけで「暗部」の大物を一掃できるとされた。

### 暗部関連技術
メタルイーターMX
対戦車ライフル「バレットM82A1」に無理矢理連射機能を追加した、「鋼鉄破り」の名を持つ試作モデル。仕様は全長184cm、50口径、銃口初速は時速1200km、発射速度はフルオート射撃で秒間12発。反動だけで大の大人がひっくり返り、チャチなヘルメットなら粉々に砕くほど凶暴。
「絶対能力進化計画」で「妹達」に配備された。
メタルイーターM5
メタルイーターMXの次世代にあたる対戦車使用の巨大フルオートライフル。スティック、グリップを大幅に改良し、水冷の冷却機関を取り付けて、第三次世界大戦で正式に採用された。強力な駆動鎧にもダメージを与えられるが、反動が大きすぎて素人では伏せて撃っても肩を負傷しかねない。
F2000R
「オモチャの兵隊（トイソルジャー）」の通称で呼ばれる積層プラスチック製のアサルトライフル。弾丸は5.56mm。赤外線により標的を補捉し、電子制御で「最も効率良く弾丸を当てるように」リアルタイムで弾道を調整する機能を持つため、風向きや標的の予想回避パターンなどを考える必要がない。銃身をぐるりと覆う衝撃吸収用の特殊ゴムと炭酸ガスによって射撃の反動は「卵の殻すら割らない」ほど極限まで軽減されており、同様に発射時の炸裂音も最小限になっている。
「絶対能力進化計画」で「妹達」に配備された。
体晶（たいしょう）
暴走能力者の脳内の分泌物質を採取して凝縮・精製した結晶体で、意図的に能力を暴走させる物質。『超電磁砲』には「能力体結晶（のうりょくたいけっしょう）」の名で登場し、『一方通行』に登場する暗部組織「フルコース」からは「ネクター」の名で呼ばれる。
発生に必要なのは特別な「感情」だと想定されている。反復性偶発性念力（RSPK）症候群を引き起こすことで知られ、発生時にも生成者の肉体を蝕むなど、基本的にデメリットしかない。滝壺理后の「能力追跡」ような一部の能力を高める効果もあるが、普通は強化された能力を制御できなくなり、使用を続けると使用者は「崩壊」する。
「絶対能力進化」実験に用いる案もあったが、この方法が成功する確率は絶望的なものだと「樹形図の設計者」からの演算結果が出されており、使用者への負担が大きすぎて使えないとメインストリームからは捨てられていた。だが、木原幻生は本編より数年前、最初の被験者から採取された「ファーストサンプル」と呼ばれる結晶を能力者に与えて暴走させることで絶対能力者を作り出そうとしたが、この試みは失敗する。アニメ『超電磁砲』にて、テレスティーナはこれを流用してレベル6を作り出そうとしたが、美琴たちに阻止された。
また、発症率は高くないが身体の中で能力の暴走がゆっくりと続く病気があり、意図せず能力の暴走が続くために消耗し続け、最終的には死に至る。
T：GD（タイプ：グレートデーン）
象のように長い鼻を持つネコ科肉食獣のような形をしたロボット。名称は『超電磁砲』より。装甲はチタン合金と合成樹脂からなり、盲導犬ロボット用歩行プログラムが導入されている。マイクとカメラを搭載し、無線ネットワークを利用して会話もできる。捜索用の設計であるため、パワーはあまり高くない。
オジギソウ
特定の周波数に応じて特定の反応を示す、目に見えないほど微細な反射合金の粒。回路も動力もないのでナノデバイスというほど大したものではない。しかし、複数の周波数を利用すればラジコンのように操ることが可能で、空気中の雑菌に付着させて散布し、電磁波でに呼応して細かいアームを開閉する事で、金属を切り取り、細胞を1つ1つ毟り取るように殺す事すら可能なミクロ兵器である。爆発や暴風などによって空気中の微粒子をまとめて薙ぎ払われると無力化される欠点がある。
「未元物質」兵器
第二位・垣根提督の能力「未元物質」が有する「この世のものでない性質を物質に付与できる」特性を利用して生み出された兵器。
Equ. DarkMatter
顔の2倍以上ある大きさの金と白で彩られた発光するのっぺりとした穴のない仮面。戦闘時に展開される仮面と同じ素材の翼は、針葉樹を切り倒すほどの攻撃力と銃弾はおろか不完全な「原子崩し」をも防ぐだけの防御性能を持つ。ただし「仮面」であるため、スーツとの隙間を狙われると防ぎきれないのが弱点。
カブトムシ
「未元物質」でできた白いカブトムシ型の兵器。太い角はスプリング式で弾丸を放つ砲身となっており、羽の振動で人の言葉を話し一方通行の技術を応用した衝撃波の方向を歪める技や発生させた高周波で周囲にいる人間が身に着ける衣服の余剰空間を共振させることで浮遊させる能力も持つ。
「一端覧祭」で打ち止めを確保するために5機が投入されたが、口頭で命令を受理したため解釈の差が生じ互いに攻撃しあうことになってしまう。そのうち「カブトムシ05」と呼ばれる機体が滝壺の「能力追跡」の干渉を受けたことで打ち止め達を守る決断をし、打ち止めとフレメアに振り回されながらも残りの4機を振り切って逃走を続ける。本体の干渉により崩壊が進んでいたが、逆にすべてのシステム権限を握るという形で新たな「垣根提督」として変化した。
サンプル＝ショゴス
南極由来の新種の寄生生命体とされる物。タコやぶよぶよの脂肪のようにも見える黒色の物質で、ぬめった夜光塗料のような光を放つ。感染力は低いが宿主の脂肪を溶かして空きスペースを確保する形で寄生し、脂肪に代わる栄養分の分配を行っているため、摘出すると宿主は確実に死亡する。
南極調査に訪れたパトリシアの肉体に寄生しその命を蝕むが、宿主に施術を行っていた暮亞に襲いかかったところを上条の「幻想殺し」で消滅する。「生命体」とされていたが、「幻想殺し」で打ち消すことが可能だったことから異能の産物であることが判明、その正体は変色した「未元物質」であった。
その後、当該能力者の意思を無視して第三者が制御できるという性質に目をつけた木原唯一によって、切断した「理想送り」を外科的に接合するために利用された。
ライフアーマー
シルバークロースがコレクションする駆動鎧の一つ。アルマジロのような曲線の装甲で構成された、極めて小さな駆動鎧。装甲には電子制御で衝撃を逃がす機構が備わっており、純粋な防御力は高い。装着時には足りない知識や技術を経験レベルまで強制的に補強するマインドサポート機能も備わる。他駆動鎧のインターフェイスユニットとしての能力を持ち、内部に格納される事で、外側に着込んだ駆動鎧をそのまま操作出来る。
ハイウェイチーター
シルバークロースがコレクションする駆動鎧の一つ。後部に巨大なプロペラを備えた4本脚型の高速移動用モデルで、揮発性の高い「滑走補助（スリップオイル）」という液体を4本の脚の先端から出して「滑らせる」事で時速800kmを叩き出し、追跡のヒントを一切残さず逃走する。
Emergency（エマージェンシー）
シルバークロースがコレクションする駆動鎧の一つ。「分厚い装甲を着込む」ような他の駆動鎧と違い、「外部装甲」としての駆動鎧とは一線を画す存在であり、損傷時には粘性のある黒いオイルのようなものと、帯状のゴムのような素材で構成される人工的な筋肉を外側から着込んだような、デザインとしては不完全な状態へ変貌し、千切れた腕を外殻で繋ぐことで強引に修繕したり、人間の肉体を無視した無数の歪な腕を生やすなど、中の人間の状態など関係なく戦闘を続行することが可能で、手足や筋肉の負傷はもちろんのこと、内臓破壊や失血、脳の負傷であっても「経由（バイパス）」してしまう。
エネミーブラスター
シルバークロースがコレクションする駆動鎧の一つ。全高は5m以上、8本脚で、頭に当たる部分は存在せず、パイロットがいる胴体には直接レンズやセンサーが取り付けてあり、腰の部分は360°回転できる、異形の大型駆動鎧。人間の2倍程度ある左腕は「対人」専用の機関銃で、対装甲車両用大型ライフル弾を超える18mm口径の弾丸を秒間5発でばら撒き、4倍以上ある右腕は滑腔砲となっていて、1つの砲身でAPFSDSや粘着式の非殺傷エアスタン弾、キャニスター弾といった、複数の砲弾を切り替えて使う事ができる。
ロシア平原での野戦を想定したモデル。広域電波式の照準を搭載しており、その精度は高く、走行中に連射しても5000m先の標的に95%以上の確率で命中させる。ただし、都市部や地下街などの複雑に入り組んだ戦場では電波が乱反射して補正が利かず射撃精度が落ちる。
ビーランチャー
シルバークロースがコレクションする駆動鎧の一つ。情報戦に特化した偵察機タイプの駆動鎧であり、清掃ロボや警備ロボが発する電波の傍受や、装甲内部から伸びるケーブルを接続することでの通信網傍受を得意とする。腕2本脚2本という比較的穏やかな外観だが、頭部が巨大なセンサードームになっていて、背中には10機以上のエッジ・ビーを収める巣と高性能アンテナを兼ねた鉄柱が12本伸びている。
エッジ・ビー（Edge_Bee）
直径70cmぐらいの輪の形をした殺人ディスク。内側にあるシャンプーハットにも似た形状の二重反転プロペラで揚力と推進力を提供、「ヤイバのハチ」という機種名の通り、外側にはぐるりと取り囲むようにチェーンソーのような刃が取り付けられ、刃の立て方で「摑む」と「斬る」を切り替え、何度も指で毟り続けるように切断する一方で、刃の突起に物品を引っ掛け、遠心力で力を蓄えた後、最適のタイミングで手放す事で破壊力のある投擲を実現する。ジャイロや映像解析、超音波などで姿勢制御を行っており、空中で全くバランスを崩さず、プロペラが破壊されればチェーンソーをタイヤ代わりに転がって直進してくる。ただ、チェーンソー部分では対処できない角度から投げ込まれた物体、下手に「摑む」と砕ける瓶のようなものには対処が難しいのが欠点。
恋査（れんさ）
超能力者全員が反逆したときに備えて製造された、人間の視床下部を搭載して動くサイボーグ。
狙撃蜂（そげきばち）
薬味が開発した特殊な弾丸。ダーツのような形状で、標的に突き刺さると発射式投薬ケースに詰め込まれた大量のギ酸が一気に投与される。恋査の運用に耐えきれなくなった視床下部が演算誘導部品として使われており、通常ではありえないような軌道を描いた精密狙撃も可能となっている。
簒奪の槍（クイーンダイバー）
圧倒的な速度を以て食蜂を確保するために開発された兵器。外見的には全身50ヶ所以上に小さな車輪がついたライダースーツで、背には直径20cm、長さ55cm程度の超小型ジェットエンジンが2基搭載され、時速200㎞以上の速度で走行可能。さらに炸薬作動式のパイルバンカーを装備する。ヘルメットには、脳波の異常を検知するとスーツ全体の制御をプログラムに切り替える「対精神攻撃用」の機能があり、加えて食蜂が操った人間の脳機能を徹底的にスキャンして情報を送信する機能もあったが、結局ファイブオーバーへの道は開けなかった。JP5規格の航空燃料の漏出への対策として一応不燃性のガスが噴出されるようになっているが、一瞬でも制御を失ってバランスを崩すと周囲を巻き込みながら転倒し、衝撃でエンジンが破損すれば大爆発を起こしかねない。
ストロビラ
脳をいじらずに人間の精神を高精度で操作するための装置。ハチクラゲの成長過程の1つから名前を取っている。首の後ろに埋め込まれ、20cm以上にもなる繊維が心臓にまで達し、その刺激によって分泌されるホルモンの量を調節する。
後付けのお題目として、暴走能力者に対する拘束具や少年院での効率的な犯罪者の管理に利用される。
鋼の臼歯（モラトゥース）
直径2m程、質量にして1トンの球体を、全周に32個ある穴からの噴射で浮遊させて複数同時に操るという兵器。
対魔術式駆動鎧（アンチアートアタッチメント/ Anti-Art-Attachment ）
アレイスターが殻に閉じこもって世界を騙しながら「魔神」達を滅ぼすために生み出し、木原脳幹が運用する駆動鎧。略称は「A.A.A.」で、「魔術を絶滅させる者の装備」とも呼ばれる。一学区につき一つハンガーが存在し、装備する際には無数のコンテナが脳幹の元に飛来し、戦術徹甲切削錐・ミサイル・レーザービーム・プラズマ砲などといった無数の武器を展開する。5トンを超える重量がありながらマッハ6で空を飛ぶ。変形機能もあり、2人乗りにして索敵、兵装設定、照準、着弾確認などを助手に任せて負担を減らす、大型バイクにして地上を走行するといった応用も可能。
上記のように科学の皮をかぶっているものの、コアの部分に使われているのは魔術である。魔術に関する部分は一般的なシジルの応用で、内部に設けられた工学的には意味のない回路をアンテナとして、アレイスターの肉体とリンクしてその力を遠隔転送する中継スポットにあたり、作中ではシューティングゲームに例えられている。医療用の外付けサイボーグの技術を応用した科学の産物でありながらコアとなるブラックボックスの部分には魔術が使用されているために、科学しか知らない者では完全に解析することができず、能力者が装備して行使すると副作用によるダメージが発生する。
脳幹が負傷してコールドスリープ状態になった後、唯一との戦闘以降は美琴が奪取。リバースエンジニアリングができなかったブラックボックスの部分はそのまま残して、自分用のA.A.A.を複製、使用しており、学園都市からの疎開時には徹底的に分解されてバリ島へ持ち出された。
また、木原唯一の手で｢エレメント｣を原料にした、アレイスターの力を一切介さない新たなA.A.A.が作成された。
エレメント
炭素ベースの｢還元生命｣と呼ばれる外装に、魔術的な火水風土の元素を加工した「魂のようなもの」を搭載した疑似生命。生物を模した兵器で、上条達はその大きさごとに便宜的にクラス分けを行っており、戦闘用の3m級のクラス1から100m超のクラス6までが存在し、さらにクラス0とでも言うべき米粒大の羽虫が情報を仲介している。高温環境下で活動が低下するという性質があるほか、一定の超音波によって避けることができる。木原唯一が上里への復讐という最大の目的を果たしたことで全個体に機能停止指示が送られた。
滞空回線（アンダーライン）
アレイスターが用いる情報網及び情報収集装置。ナノサイズの装置で学園都市中に5000万個程ばらまかれている。アレイスターが表向きの監視網から外れている出来事にも精通しているのはこの装置のため。その性質上、学園都市の最機密情報が蓄積されている。
ピンセット
正式には超微粒物体干渉吸着式マニピュレーター。素粒子サイズの物を掴み解析するための装置。手の甲に携帯電話のような小さなモニタがある金属製のグローブのような形状で、人差し指と中指についたガラスでできた長い爪のようなもので素粒子を抽出し、爪の中のさらに細い金属杭のようなパーツで各種測定を行う。「スクール」が滞空回線を解析するために第18学区の素粒子工学研究所から盗みだす。
横紙破り（ULエクスプローダー）
スターティングピストルにも似た形の銃。「滞空回線」のナノデバイスをかき集めて起爆するという装置で、学園都市内であればどこでも粉塵爆発を起こすことができるとともに短時間のみ学園都市上層部に一切監視されない空間を作り上げるというオモチャ。
信号寄生（パラサイトハードウェア）
光ファイバー内を流れる信号に直接張り付いて移動するナノデバイス。光の物体を押す僅かな力だけで運搬される非常に小さいハードウェアなので、ソフトウェアを検索するだけのセキュリティソフトでは検出できずに素通りさせてしまう。
レディバード
木原端数が製造したアンドロイド。
フリルサンド#G
ドレンチャー＝木原＝レパトリが開発した人工的な幽霊。
舌禍抜取（フィッシングタン）
舌の裏に吸いつけて、無線信号によって舌を強固に巻き取り丸ごと引っこ抜く単4電池サイズのデバイス。無理に取り外そうとすれば、リチウムイオン電池が吹き飛んで下顎がなくなる危険性もある。
凶悪犯罪者を脅して従えるために、鉄装が使用した。
ファイブオーバー
「純粋な工学技術で、基となった才能を超える」ことを想定して作成され、超能力者と同じ方式を再現し同等かそれ以上の破壊力を生み出した兵器。対して、超能力者とは違う方式を採用しつつ、見た目の上は超能力者と似た結果を出力できる兵器をOS（アウトサイダー）と呼ぶ。
FIVE_Over. Modelcase_”RAILGUN”（ファイブオーバー モデルケース・レールガン）
第3位「超電磁砲」を機械的に再現・超越する為の駆動鎧。
外見はカマキリに似て、御坂美琴の能力を機械的に再現・発展させた「Gatling_Railgun （ガトリングレールガン）」と呼ばれる鎌状の主砲を搭載し、一発一発が本物をも上回る銃撃を毎分4000発撃つ事が出来る。有効射程の中ならマッハ4で飛ぶ空対地ミサイルでさえ高精度で叩き落とすが、ガトリング式の宿命として、大量の弾をばら撒く代わりに精密狙撃できるほどの精度はない。破壊力が高過ぎて一定以上の距離が開くと空気摩擦で弾丸の表面が溶けて軌道がブレてしまうのが欠点で、風速7m、-12℃の低温環境で砲身をさらして通常弾を発射した場合、1000m以上で誤差が許容不可能となる。
また、あくまで地上の敵を攻撃するための兵器であり、飛行機能は攻撃ヘリと同じく地上を掃射する運用を実行するためのもの。そのため、爆撃機のように上空から攻撃する兵器には弱い。
シルバークロースがコレクションする駆動鎧の一つだったものは、基本的に人間が乗り込んで操縦するタイプの兵器で、たとえ搭乗者が動けなくてもその人間のシナプスを制御システムに組み込む事で自動的に戦闘を行う事も可能。しかし、その場合だと単調な攻撃しかできなくなるのが欠点。黒夜が浜面達を抹殺するため送り込んだが、攻略した浜面が搭乗し逆に反撃された。その後わずか1カ月にも満たない間にその弱点を克服し、完全な無人兵器として改良され、バゲージシティ制圧やオティヌス討伐に投入されることとなった。
アニメ版『超電磁砲』には、テレスティーナの装備として「御坂美琴の能力を解析してより強力に作ったレールガン」が登場する。ファイブオーバーとの関連性は不明。
FIVE_Over OS. Modelcase_”MENTAL_OUT”（ファイブオーバー アウトサイダー モデルケース・メンタルアウト）
第5位の「心理掌握」を再現するためのファイブオーバーOS。デザイナーズゲルという人工的な脂肪分で構成された、クリーム色のタコにも似た吸盤付きの機械の腕を持つ「身にまとう兵器」。軍用迷彩に応用される、画材のCMYKを基礎に据えた磁性制御モニターによって、対象の周囲にある風景をすべて書き換えることで記憶や精神状態を間接的に弄繰り回す。直径50mの人造湖を含む発電施設の場合は、スマートフォンなら39台分のレンズがあれば風景を自然に変更でき、虫の群れや巨大な眼球などの「恐怖の雛形」とも言うべき誰もが共通で思い抱く視覚的恐怖を図面化し、標的の心に叩き込む事も可能。すでに高い効果を実証され、詳細な設計図も提出されているのだが、あらゆる方向から見て違和感のない映像を作り上げるために現状では複数の「視点」協力者が超広範包囲網を形作り、風景変更の参考に使う大量のデータを送る必要があるという弱点があるため、量産体制は整っていない。
装備を扱うために、ハイレグの競泳水着のような形状をした特殊繊維のスーツを着用する。これにより身体能力を補強する事も可能で、極度の運動音痴である食蜂でさえA.A.A.を装着した美琴の移動について行けるだけの運動性を発揮できるようになる。
FIVE_Over. Modelcase_”MENTAL_OUT”（ファイブオーバー モデルケース・メンタルアウト）
第5位の「心理掌握」を再現するためのファイブオーバー。本体だけで4mに達する巨体を誇るヒメバチを模した軍用兵器。「心理掌握」の厳密な作動方式が不明で再現不可能だったため、量産はされていない。その不足分を補う機構として食蜂本人を内部に取り込み、800方式の出力子で発動様式をモニタリングすることで完成するという本末転倒なもの。歩行はもちろん、4枚の薄羽根を高速振動させ飛行する機能も備わる。
 FIVE_Over. Modelcase_”MELT_DOWNER”（ファイブオーバー モデルケース・メルトダウナー）
第4位の「原子崩し」を再現したファイブオーバー。透明な巨大クラゲのような異様なシルエットをした、有人・無人を切り替えられるハイブリッド兵器。量子コンピュータからの派生技術で作られた「敢えて観測しない」機械で、ドーム状の本体の中で電子を加速させ、波形でも粒子でもない中間で扱い、一面に広がる触手から撃ち出す。鉛弾を発射する機能もある。
 FIVE_Over OS. Modelcase_”ACCELERARATOR”（ファイブオーバー アウトサイダー モデルケース・アクセラレータ）
第1位の「一方通行」を再現したファイブオーバーOS。ワゴン車よりも大きなカニの化け物のような外見で、構えた盾の表面は微小なイソギンチャクに似た10億以上の群体制御シリンダー、あるいは分散型電気収縮ジェルで覆われ、ベクトル操作をしている「ように見せている」。

### その他
木原一族（きはらいちぞく）
「歪んでいるものの正真正銘の天才を数多く輩出する」科学者の一族。単に「木原」とも呼ばれ、学園都市の暗部にも深いかかわりを持つ。個々の生死については不明だが5000名が一族として名を連ねる。
歴史はまだ浅く、「木原」という区分ができてから100年と経っていない。始祖となった7人の科学者は良識と狂気の間で苦悩する普通の人間であったが、その者たちが「木原」の存在を定義づけ、世界の理不尽と戦い続けた結果、現在の「木原」は「実験に際し一切のブレーキをかけず、実験体の限界を無視して壊すことが研究の第一歩」「壊さなければ限界の数値は分からない」という信条を持つ存在として完成した。
「素晴らしい目的を果たすためとなると、全体的な正当性が崩壊する」という共通の特徴を持ち、そのため総じて研究目的だけは綺麗だが、それに至るまでに非人道的な実験を繰り返す。一族内での仲間意識は皆無で、保険や次善の策、周囲への配慮などは「木原」らしくないとされる。そのほとんどが人格破綻者で、まれに善良なものも存在するがそのような者でも目的のために多くの犠牲を厭わないなど異質な価値観を持つ。
その本質は「純粋な科学の一分野を悪用しようと思う時に、その一分野に現れる実行者」という科学の発展における副産物ともいうべきもので、今のところは先端技術が集まる学園都市に集中し血族のみで構成されているが、その特性上血族に縛られるものではなく一極集中状態が崩壊すれば世界中に「木原」が発生し、たとえ一族を滅ぼしたとしても科学が存在する限りまた出現する。後天的な情報は必要とせず、たとえ科学教育を一切受けていなくとも「木原」として産まれただけで科学という概念から愛され、周囲の物から自然に科学を学んでいくという性質がある。一方で、学園都市全体から見ても少数派であるが故に「原型制御（アーキタイプコントローラ）」により「木原」としての存在意義を消滅させられかねないという弱点があり、「科学サイド」を作り上げたアレイスターには絶対に勝てないとされる。
作中では「絶対能力進化計画」、「暴走能力の法則解析用誘爆実験」、「0930」事件、「人的資源」など様々な計画の裏で暗躍したほか、バゲージシティでは対グレムリンに3名の「木原」が投入されている。

## その他関連用語
虚数学区・五行機関（きょすうがっく ごぎょうきかん）
生徒の間で語られている都市伝説の1つ。「学園都市最初の研究機関」「学園都市を影から統べる組織」などと噂される不透明な謎の存在。単に「虚数学区」とも呼ばれる。魔術サイドからは「窓のないビル」の事だと認識されている。
その正体はAIM拡散力場の集合体そのもの。学園都市の全能力者（230万×0.8）人分重ね合わせた物で、学園都市と同じ座標の別位相に位置している。その一部でもある風斬氷華は「陽炎の街」と称し、全てが不安定に揺らぎ様々に変化する空間だという。アレイスターの「計画」の目的の1つはこれを制御することで、「別位相の力」や「その力の集合体」という点で「天使の力」や天界と似ているが、実際は天界とも既存のどの異世界とも異なる1つの新たな人工の「界」であるという。土御門の推測によると、「界」の完成と共に、あらゆるオカルトは消滅し、魔術師は死に絶え、魔術施設は倒壊するという。「妹達」が外部の協力機関に送られた事すら虚数学区の効果範囲を拡大させる為のアレイスターの目論見の内だった可能性もあるというが、実際の真相は不明。
「0930事件」でアレイスターが未完成ながら展開した際は、中心核としてヒューズ＝カザキリが顕現。予備段階でも都市内において魔術を行使するだけで、あらゆる魔術師は暴走・自爆する状態になった。
カキキエ隧道（カキキエずいどう）
「学園都市最大の禁忌」と呼ばれる、誰も知らない学園都市の「抜け穴」の都市伝説。本来、都市全体が外から取り寄せている資材の量に比べて、「暗部」で使っている資材が数倍単位で多く、リサイクルを繰り返すのも資材の総量を分かりにくくさせるためだが、どうやっても揉み消しきれない程になっている筈である。そもそも記録に残らない出し入れを行うための道が、第10学区から続く都市の大深度地下、直径250メートル以上、深さ550メートルの円形闘技場のような円形空間に存在し、中心部分の列車のターンテーブルから12方向へ線路が延びている。
その正体とは虚数学区の一部分で、本来ならどこにも存在しない。元々は虚数学区の一部を切り取り、加速器よりもマクロで安価なレベルで新たな資源として取り出すためのプロジェクトだったが、研究者の思惑とは裏腹に虚数学区が何かを吐き出しただけで外の世界がグロテスクに変異して破滅する危険があった。世界が形を保てていたのは、風斬達がそういった事に興味を示さなかったという「ただのラッキー」による。結局アンコントローラブルに陥ったプロジェクトの名残は消し去る事ができず、自然半減期はおよそ1万2000年と言われている。
12月29日には人工幽霊化した木原端数が誤作動を制御して暴走させた事で、空間を縮めて光速の上限を無視した移動を行う1994年の超光速旅行の理論とは逆に、空間そのものをくしゃくしゃに丸められたチラシのように凝縮された状態にしていたため、歩数を数えて一方向に進むだけでは目的地に辿り着けなくなっていたが、上条が「幻想殺し」で破壊した事で元の状態に戻った。
ドラゴン
学園都市の最機密情報。「グループ」が追う物であり、いくつかの事件のきっかけでもある。その正体はエイワス。